# Bazylika archikatedralna św. Stanisława i św. Wacława w Krakowie

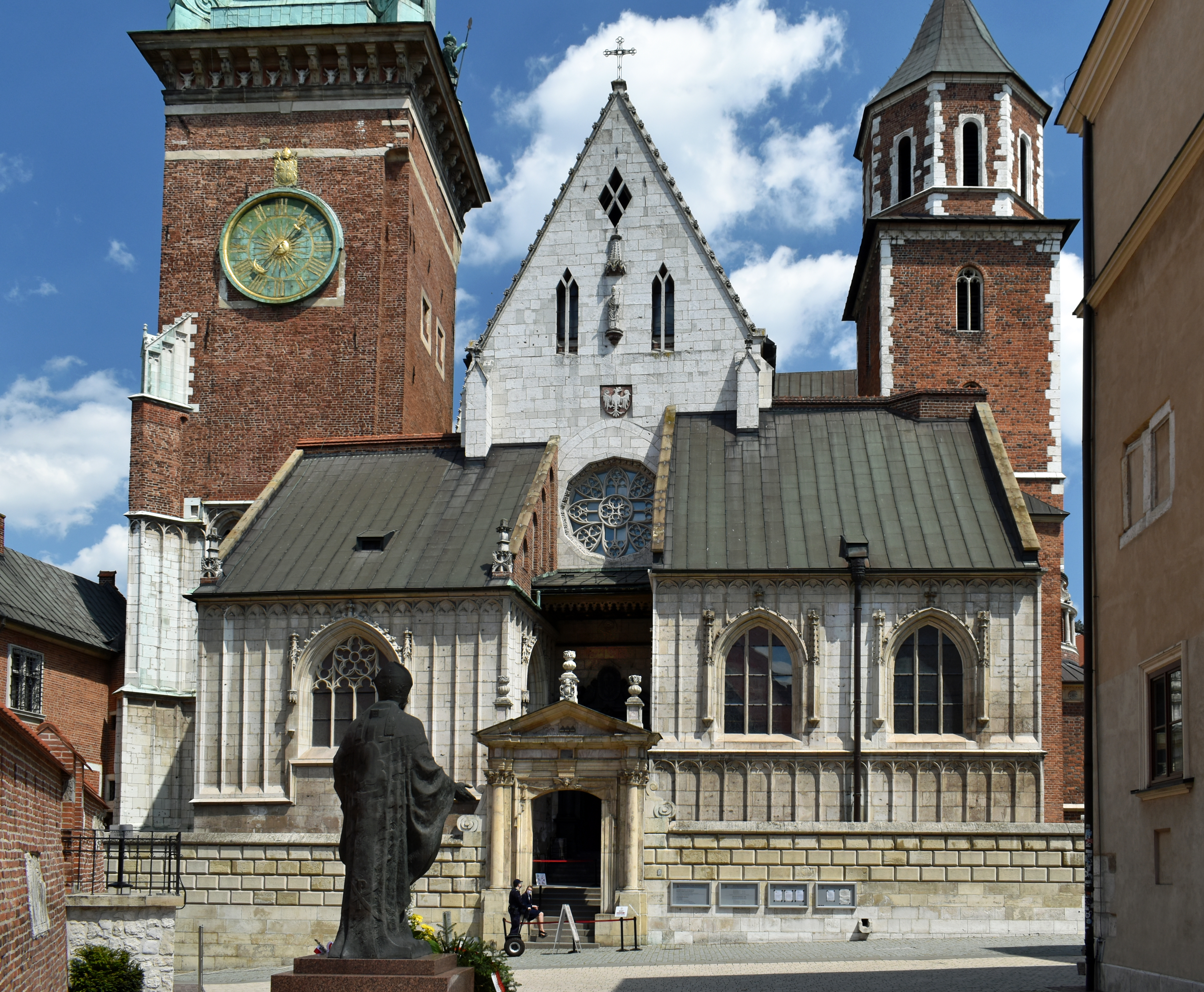
Fasada kościoła. Po lewej kaplica Królowej Zofii, nad nią Wieża Zegarowa. Po prawej kaplica Świętokrzyska i Wieża Srebrnych Dzwonów.

Bazylika archikatedralna św. Stanisława i św. Wacława – kościół archikatedralny, położony na Wawelu stanowiący własność archidiecezji krakowskiej. Miejsce koronacji królów Polski i ich pochówku. Pochowani są tutaj między innymi św. Stanisław ze Szczepanowa i inni biskupi krakowscy aż po czasy współczesne, prawie wszyscy królowie od Władysława I Łokietka do Stanisława Leszczyńskiego (łącznie 17 królów wliczając Jadwigę i Annę Jagiellonkę) i członkowie rodzin królewskich oraz wodzowie, przywódcy polityczni i wieszcze narodowi.

## Historia

### Średniowiecze

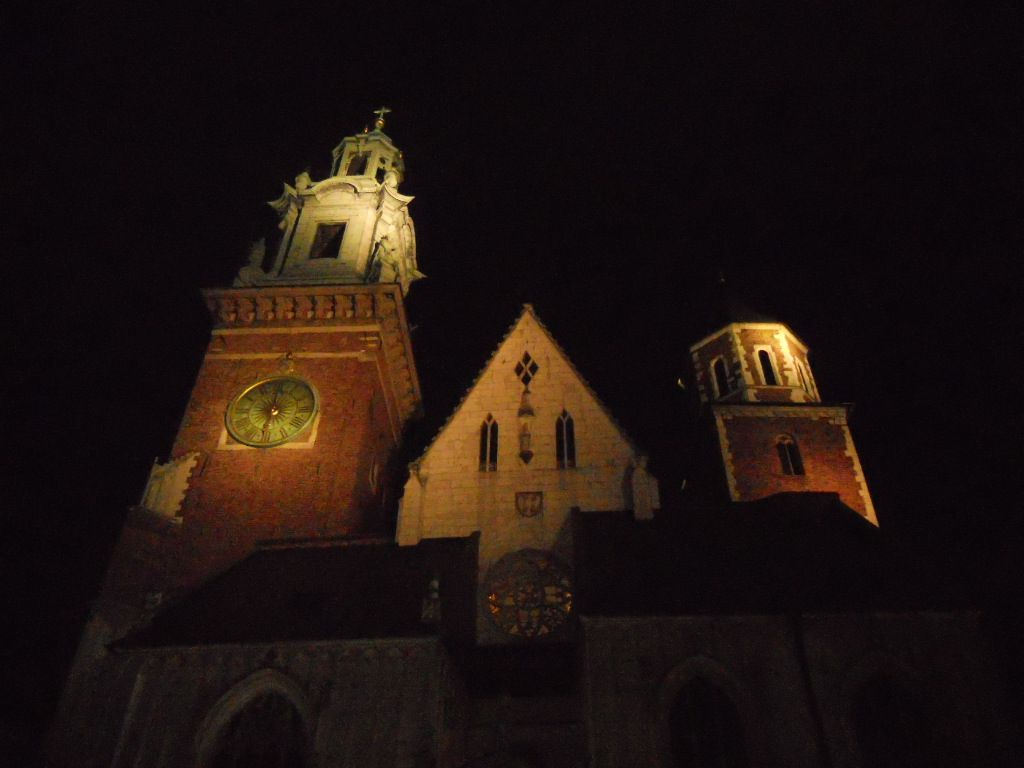
Katedra nocą

Na miejscu obecnego kościoła gotyckiego istniały dwie katedry romańskie.

#### Katedra chrobrowska (I romańska)
Najwcześniejsza, pierwsza katedra tzw. chrobrowska, była poświęcona św. Wacławowi, z którym przez matkę Dobrawę spokrewniony był Bolesław Chrobry. Budowę świątyni rozpoczęto około roku 1000 w związku z utworzeniem biskupstwa na zjeździe gnieźnieńskim. Była to bazylika trójabsydowa, której długość mogła wynosić nawet 45 m, a szerokość 21 m. Do lat 80. XX wieku uważano niesłusznie za relikty tej pierwszej katedry pozostałości kościoła św. Gereona (m.in. dolna część krypty).

#### Katedra hermanowska (II romańska)

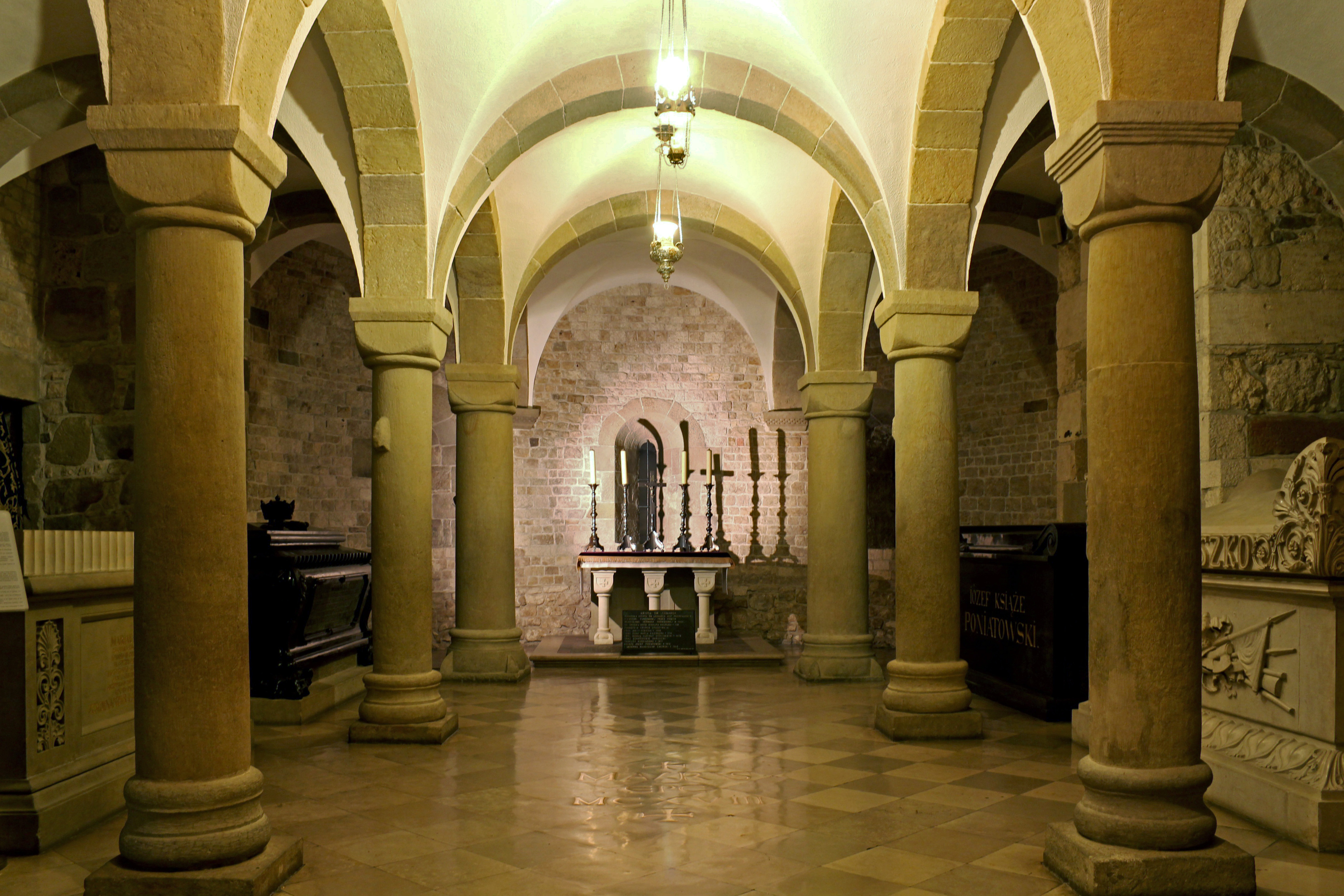
Pozostałości tzw. katedry hermanowskiej – krypta św. Leonarda

Drugą katedrę zaczęto budować za panowania księcia Władysława Hermana (od niego jest nazywana hermanowską), a dokończył Bolesław III Krzywousty (według Galla Anonima niskie i nikczemne [mury] podwyższył i dwie wieże z posad samych wybudowane do niego przyłączył). Konsekracja odbyła się w 1142. Budowla ta miała kształt trójnawowej, wieżowej bazyliki z dwoma chórami i kryptą zbudowaną pod zachodnim chórem. W XIII w. dobudowano do niej kaplice św. Mikołaja (od północy) i śś. Piotra i Pawła (od południa), zaś na środku wzniesiono grobowiec-ołtarz św. Stanisława ze Szczepanowa (biskupa i męczennika), którego szczątki sprowadzono w 1089 ze Skałki. Od tego czasu z katedrą związany jest kult tego świętego.
Katedra spłonęła w 1305 r. Do dzisiaj zachowała się z niej krypta św. Leonarda, dolna część wieży Srebrnych Dzwonów, a także najniższa część wieży zegarowej. W 1320 roku jeszcze w zniszczonej katedrze romańskiej arcybiskup gnieźnieński Janisław koronował Władysława Łokietka na króla Polski. Biskup krakowski Nanker wkrótce potem rozpoczął wznoszenie nowej, gotyckiej katedry.

#### Katedra gotycka

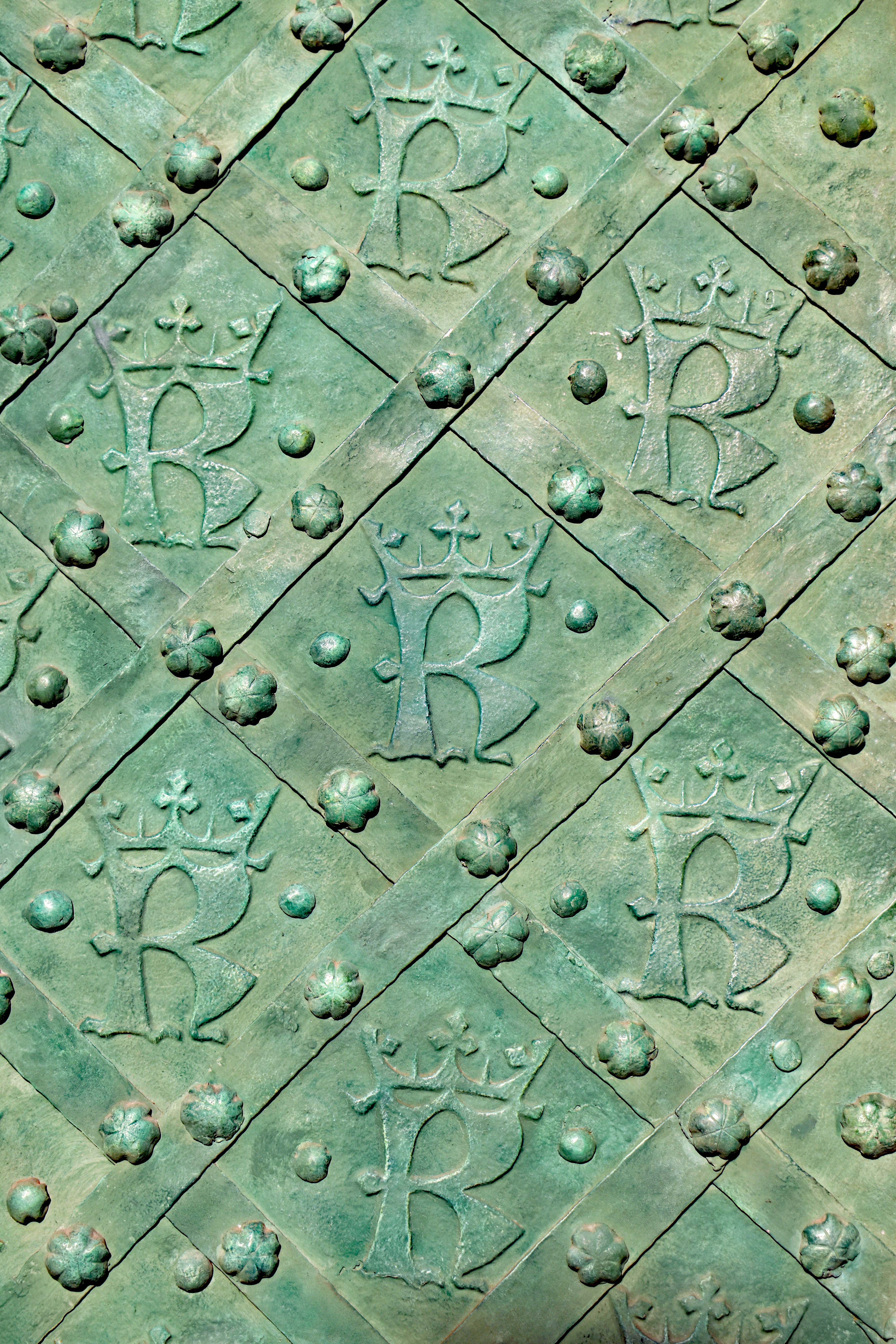
Drzwi Kazimierza Wielkiego

Wznoszenie katedry gotyckiej zaczął w czasach panowania Władysława Łokietka biskup Nanker od budowy kaplicy św. Małgorzaty (obecnie zakrystia). Prezbiterium było gotowe w 1346, a w 1364 reszta kościoła (nawa główna, transept i nawy boczne). Budowniczych chóru należy wywodzić ze Strasburga. 28 marca 1364 roku, w obecności króla Kazimierza Wielkiego, arcybiskup gnieźnieński Jarosław z Bogorii i Skotnik konsekrował katedrę. Ukończona z funduszów bpów Jana Grota i Bodzanty, to bazylika trójnawowa z transeptem, ambitem i trzema wieżami, otoczona wieńcem kaplic. Wszystkie części katedry zostały zorganizowane wokół miejsca, w którym znajdowały się ołtarz i relikwie św. Stanisława, a cały rzut wykazuje w związku z tym bardzo mocną tendencję do centralizacji. Oba wejścia do kościoła otwierają się na środkowe przęsło z ołtarzem św. Stanisława. W ciągu następnych stuleci katedra ulegała licznym przebudowom. Królowie, biskupi i magnaci przebudowywali dawne i wznosili nowe kaplice z przeznaczeniem na mauzolea oraz wyposażali wnętrza w dzieła sztuki.

### Nowożytność

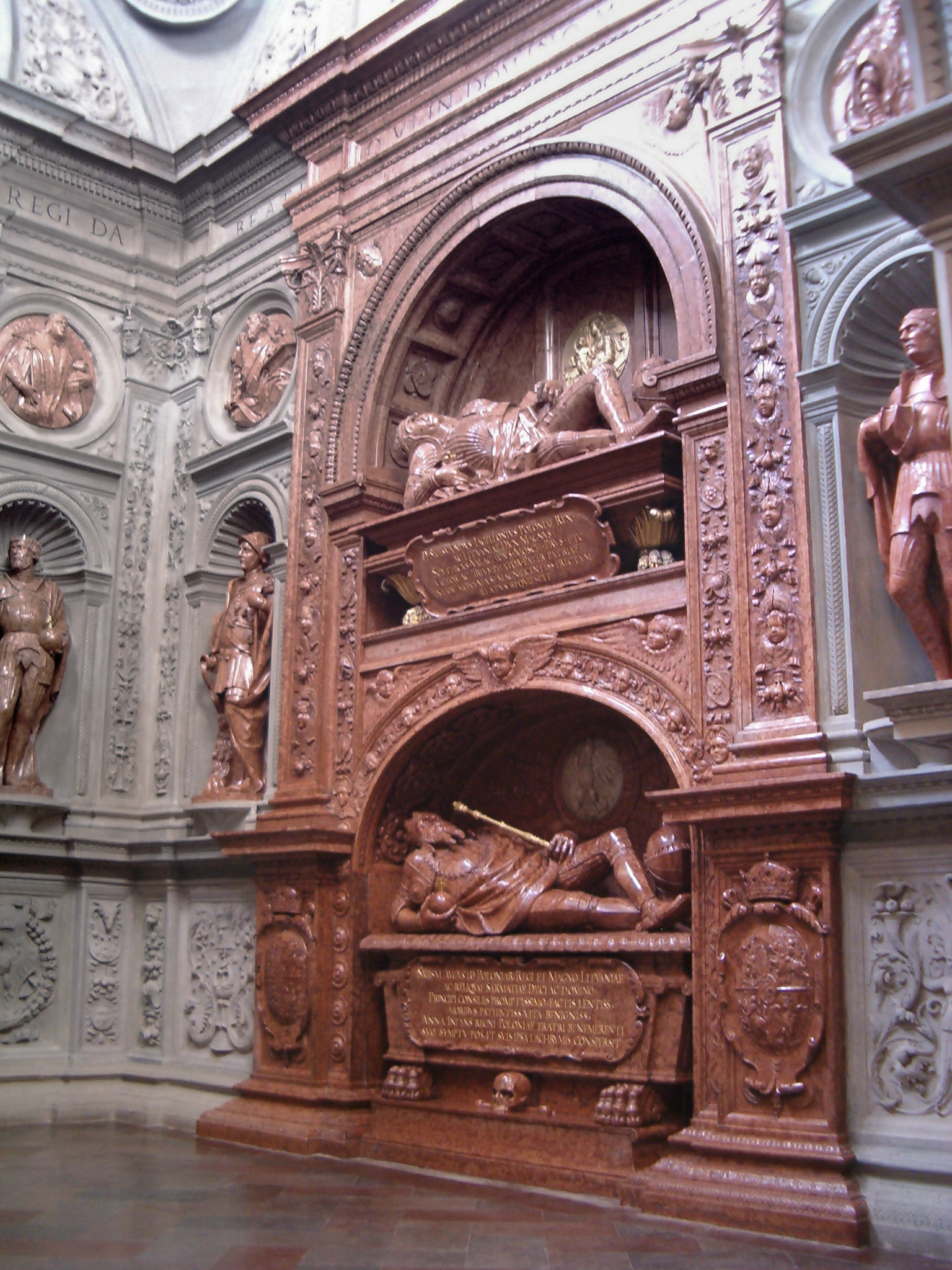
Nagrobki Zygmunta Starego i Zygmunta Augusta w kaplicy Zygmuntowskiej

Po 1501 roku w katedrze wzniesiono nagrobek króla Jana Olbrachta, a wkrótce później z polecenia króla Zygmunta I Starego wzniesiono renesansową kaplicę Zygmuntowską. Była ona wzorem dla nowych kaplic renesansowych, które zaczęto budować w miejscu wcześniejszych gotyckich.
W XVII wieku wnętrze katedry zaczęło być ozdabiane w stylu barokowym. W latach 1655–1657 (w czasie potopu szwedzkiego) wojska szwedzkie zniszczyły wiele dzieł sztuki gromadzonych w świątyni. Szwedzi ponownie zdemolowali kościół w 1702 roku podczas III wojny północnej. W 1679 nadbudowano w stylu barokowym północne skrzydło ambitu do wysokości prezbiterium, zaś w latach 1713–1715 z polecenia bpa Kazimierza Łubieńskiego podwyższono dwa pozostałe skrzydła, zapewne według planów Kacpra Bażanki. W XVIII wieku powstały kopułowe mauzolea kardynała Jana Aleksandra Lipskiego oraz biskupa Andrzeja Stanisława Kostki Załuskiego.
W XIX w. katedra była wielokrotnie przerabiana w różnych partiach. Gruntownej restauracji dokonano ze składek społecznych w latach 1895–1910 za biskupów Albina Dunajewskiego i Jana Puzyny, pod kierunkiem kolejno Sławomira Odrzywolskiego (do 1904) i Zygmunta Hendla. W czasie zaboru austriackiego planowano zamienienie świątyni na kościół garnizonowy i przeniesienie grobów królewskich do kościoła śś. Piotra i Pawła.
W 1817 sprowadzono zwłoki księcia gen. Józefa Poniatowskiego, a w 1818 roku gen. Tadeusza Kościuszki. Prochy Adama Mickiewicza sprowadzono z Francji w 1890, zaś Juliusza Słowackiego w 1927. Naczelnik Państwa Pierwszy Marszałek Polski Józef Piłsudski spoczął w podziemiach katedry w 1935. W 1993 sprowadzono prochy gen. broni Władysława Sikorskiego. W 2010 pochowano tam prezydenta Lecha Kaczyńskiego z małżonką.
W czasie II wojny światowej Niemcy zamknęli kościół, a wiele zabytków zniszczono i zagrabiono.

## Katedra z zewnątrz

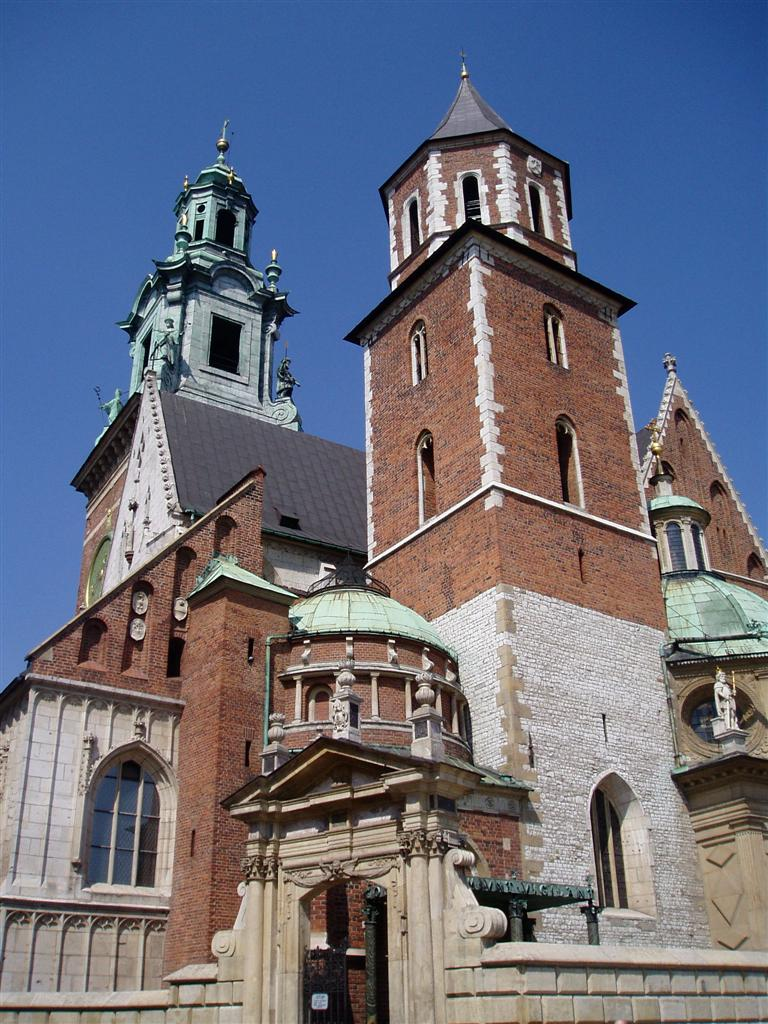
Wieża Wikaryjska (ta bliższa) i Wieża Zegarowa

Katedra, wzniesiona z cegły i białego kamienia wapiennego, jest bazyliką trójnawową z transeptem, prezbiterium i ambitem. W XVIII w., na skutek podwyższenia ambitu, świątynia zatraciła jednolity charakter bazyliki. W ciągu wieków wokół gotyckiego korpusu wzniesiono wieniec kaplic z różnych okresów stylowych. Katedrę od dziedzińca zewnętrznego oddziela mur z trzema barokowymi bramkami, które stworzył Jan Trevano w 1619 z fundacji bpa Piotra Tylickiego.
Katedrę otaczają trzy wieże. Na północy znajduje się Wieża Zygmuntowska, ze słynnym dzwonem „Zygmuntem”. Wyższa jest od niej Wieża Zegarowa, zwieńczona barokowym hełmem autorstwa Kacpra Bażanki, natomiast od strony południowej znajduje się trzecia, zwana Wieżą Wikaryjską lub Srebrnych Dzwonów, ponieważ wiszące tam dzwony zawierają domieszkę srebra.

### Fasada

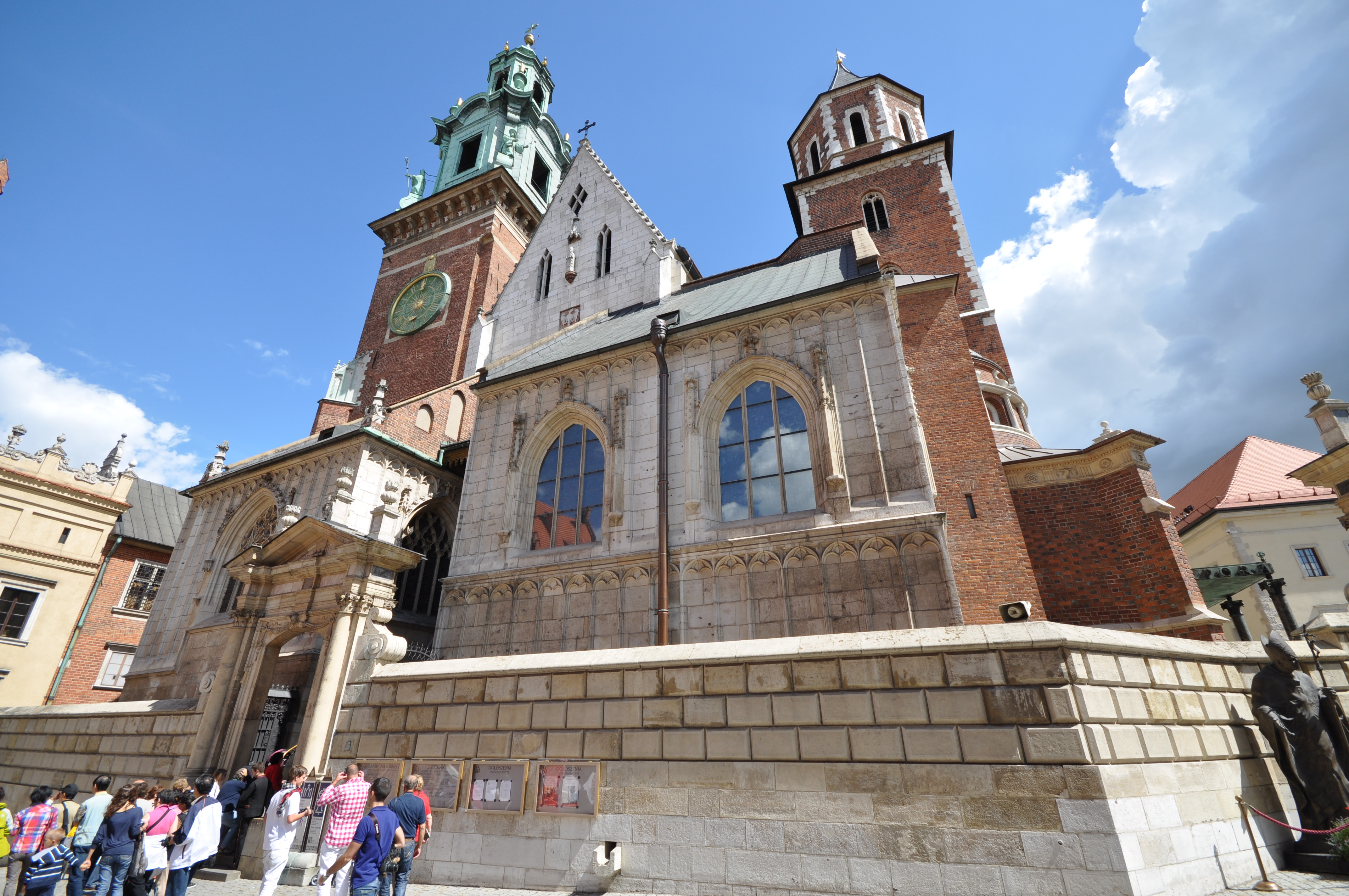
Fasada katedry

Fasada katedry zachowała pierwotny wygląd głównie w części górnej, gdzie widnieje rozeta w oknie i posąg św. Stanisława – XIX-wieczna kopia pierwotnego (eksponowanego na wystawie „Wawel Zaginiony”), wykonana przez Zygmunta Langmana. W XV w. dobudowano do katedry dwie kaplice, które po obu stronach portalu, mają dwie wmurowane płaskorzeźby: św. Małgorzaty i św. Michała Archanioła w walce ze smokiem. Przy schodach do katedry, na ścianie kaplicy św. Trójcy zawieszono kości zwierząt dyluwialnych. Nad wejściem znajduje się barokowy baldachim z XVII w. W barokowym portalu z lat 1636–1639 zachowały się drzwi, obite blachą (XIV w.), z powtarzającym się inicjałem Kazimierza Wielkiego – literą K.

### Elewacja północna

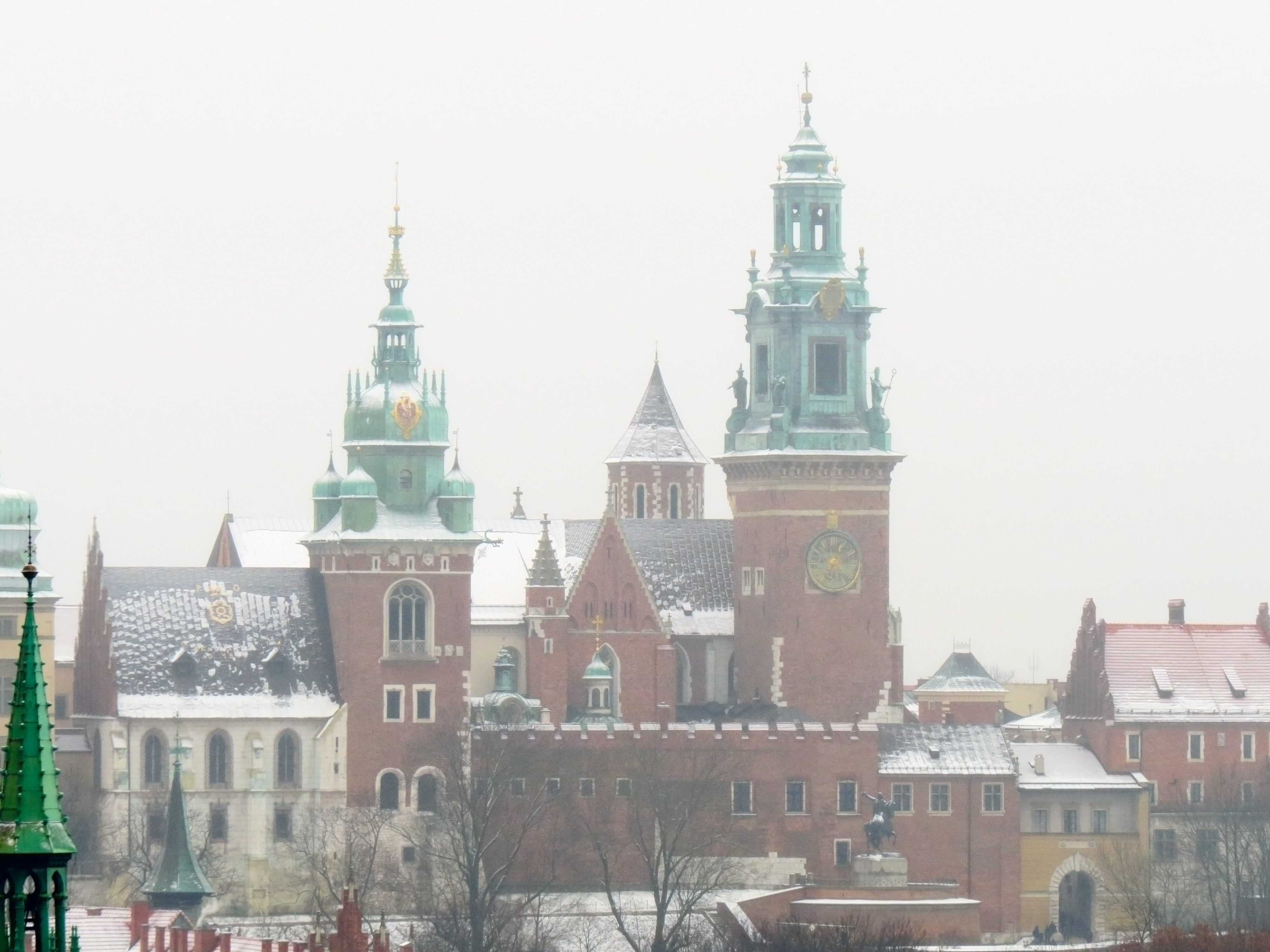
Elewacja północna

Od północy do katedry przylegają zabudowania, m.in. kapitularza, skarbca katedralnego i biblioteki kapitulnej. Kamienny późnogotycki budynek z białych ciosów wzniesiono w latach 1481–1500 na koszt bpa Jana Rzeszowskiego jako pomieszczenie skarbca katedralnego. Do murów obronnych z XIV w. przylegają budynki kapitularza i biblioteki. Najstarszą ich część ufundowała na początku XV stulecia księżna ziębicka dla Kapituły jako budynek mieszkalny, który dopiero sto lat później przebudowano na kapitularz. W 1775 r. część wnętrz przekształcono na bibliotekę i archiwum.

#### Wieża Zygmuntowska

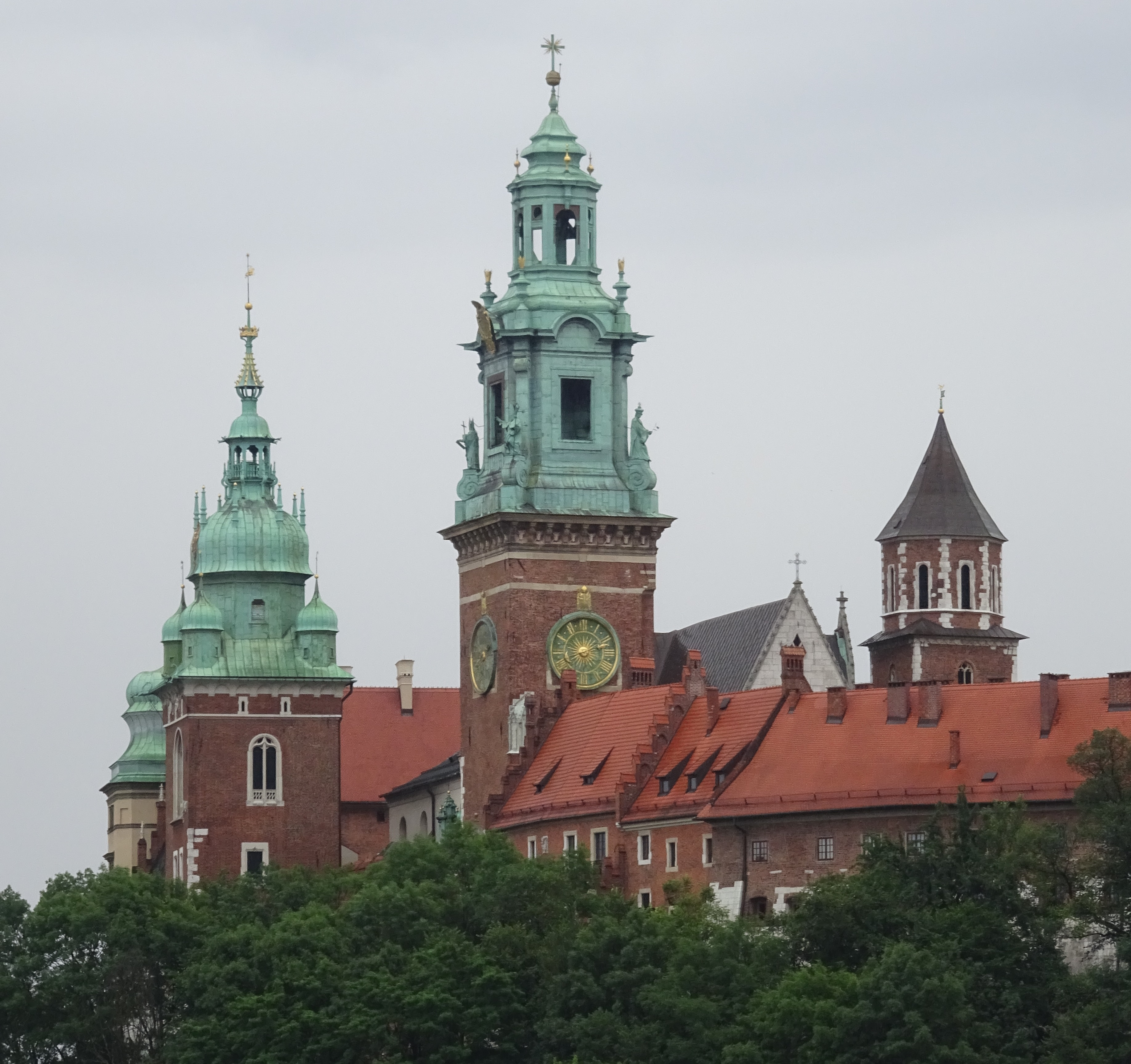
Wieże katedry wawelskiej – od lewej: Zygmuntowska, Zegarowa, Srebrnych Dzwonów

### Elewacja południowa

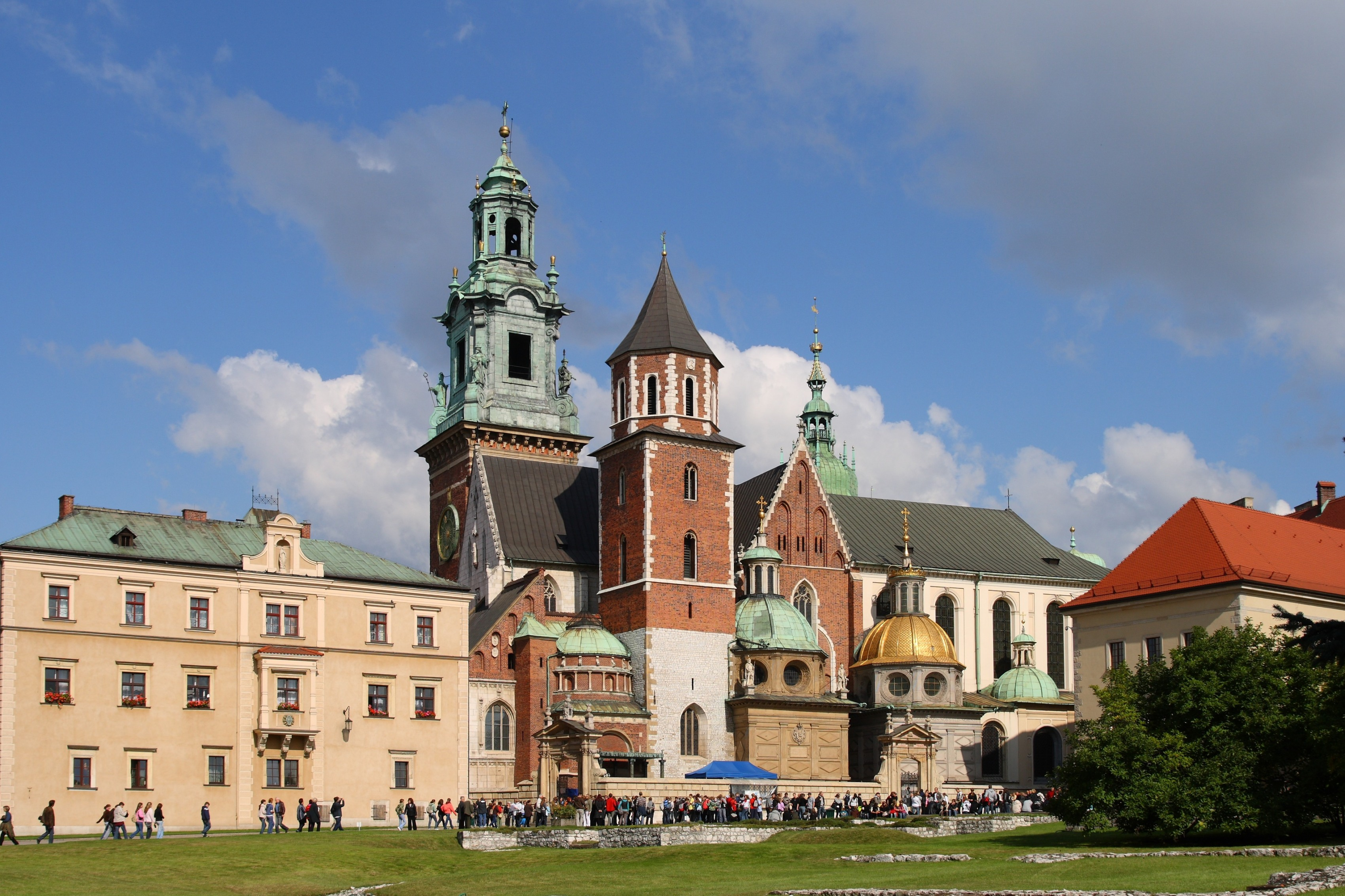
Elewacja południowa

Od strony południowej znajduje się kolejne średniowieczne wejście do katedry prowadzące na wprost do ołtarza św. Stanisława. Wśród wielu kaplic od strony zachodniej katedry znajduje się kaplica Zygmuntowska, nakryta złoconą kopułą oraz kaplica Wazów, stanowiąca architektoniczną kopię Zygmuntowskiej. U podnóża wieży Srebrnych Dzwonów znajduje się wyjście z grobów królewskich, nakryte baldachimem z lat 30. XX w. Do wykonania baldachimu użyto m.in. kolumn pochodzących z rozebranego soboru św. Aleksandra Newskiego w Warszawie. Zostały one ofiarowane dla ozdobienia wnętrza tej warszawskiej świątyni przez cara Mikołaja II. W literaturze są różne dane na temat skały, z której te kolumny wykonano: część autorów twierdzi, że są one jaspisowe, a inni że nefrytowe. Na granitowej posadzce znajdują się herby ziem polskich.

## Katedra wewnątrz

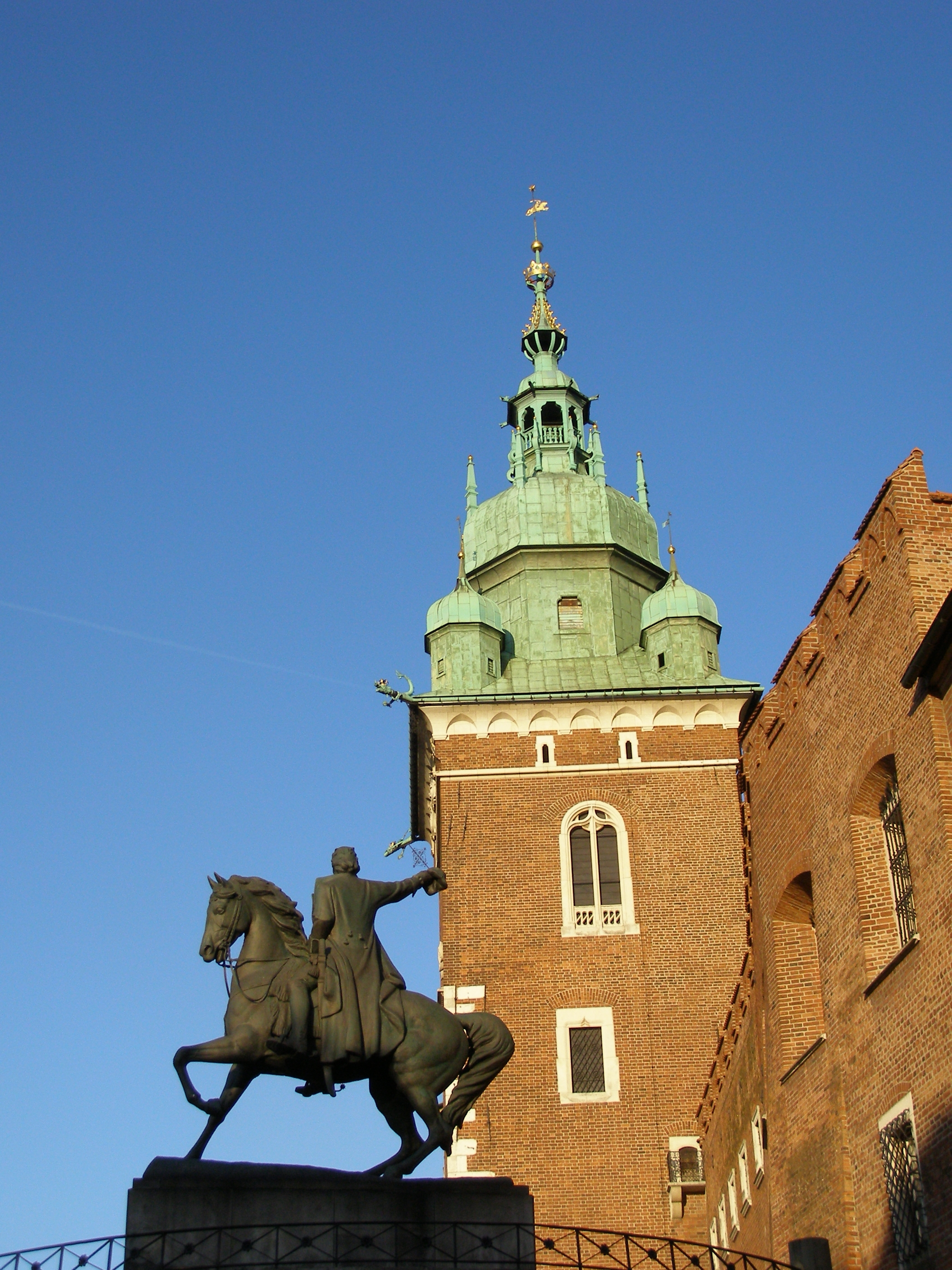
Wieża Zygmuntowska z dzwonem Zygmuntem

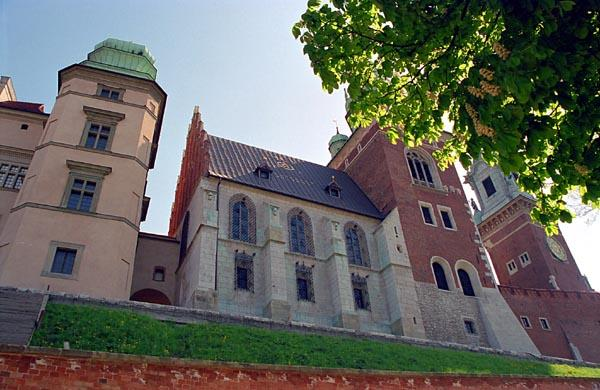
Budynek skarbca katedralnego

Wygląd wewnętrzny katedry różni się od pierwotnego stanu. Krótka nawa główna od czasu ustawienia w transepcie mauzoleum św. Stanisława w XVII w. tworzyły odrębną przestrzeń. Ambit, zbarokizowany w XVII i XVIII w., utracił średniowieczny charakter. Trzon architektury zachował jednak swe gotyckie cechy. Nawa główna i prezbiterium oddzielone od naw bocznych i ambitu ostrołukowymi arkadami, nakryte są sklepieniem krzyżowo-żebrowym. We wschodniej części prezbiterium występuje sklepienie trójdzielne (charakterystyczne dla polskiego gotyku). Oryginalnym rozwiązaniem jest system tzw. filarowo-szkarpowy (zwany również krakowskim).

### Plan katedry
| |

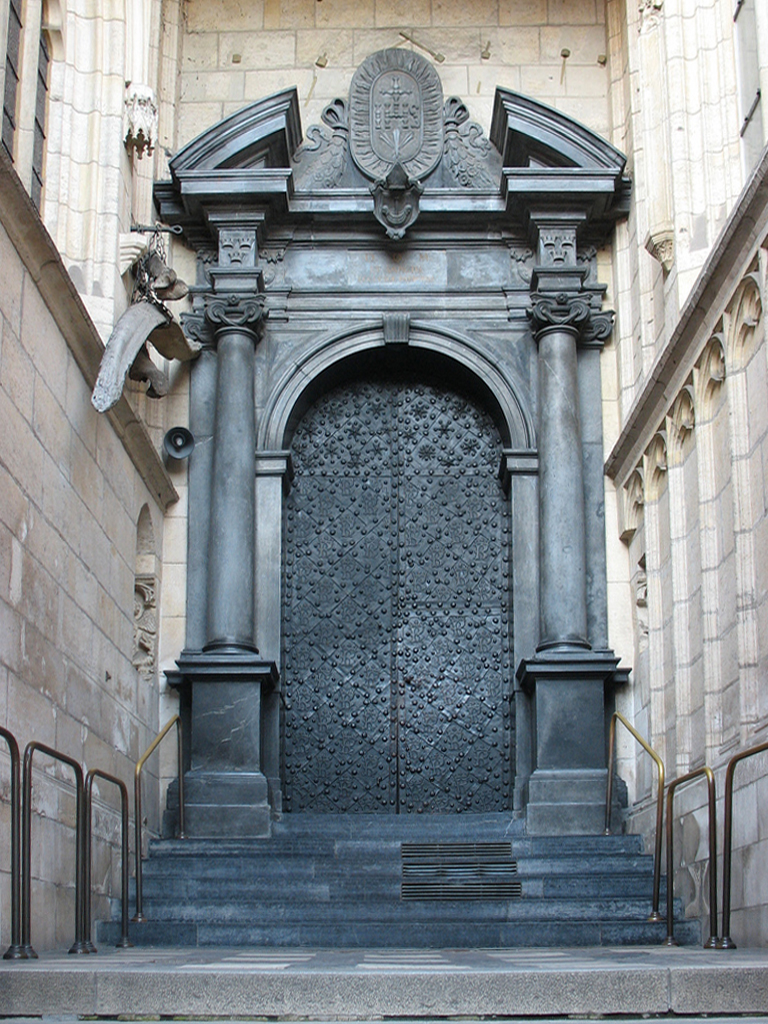
Wejście do katedry

| 1. Wieża Zygmuntowska 2. Skarbiec 3. Kaplica Czartoryskich w przyziemu Wieży Zegarowej 4. Sień 5. Kaplica Maciejowskiego 6. Kaplica Lipskich 7. Kaplica Skotnickich 8. Kaplica Zebrzydowskiego 9. Zakrystia 10. Kaplica Gamrata 11. Kaplica Mariacka 12. Kaplica Tomickiego 13. Kaplica Załuskiego 14. Kaplica Jana Olbrachta 15. Kaplica Zadzika 16. Kaplica Konarskiego 17. Kaplica Zygmuntowska 18. Kaplica Wazów 19. Kaplica Szafrańców w przyziemiu Wieży Srebrnych Dzwonów 20. Kaplica Potockich 21. Kaplica Świętokrzyska 22. Kaplica Trójcy Świętej 23. Konfesja św. Stanisława 24. Ołtarz główny |

### Nawa główna

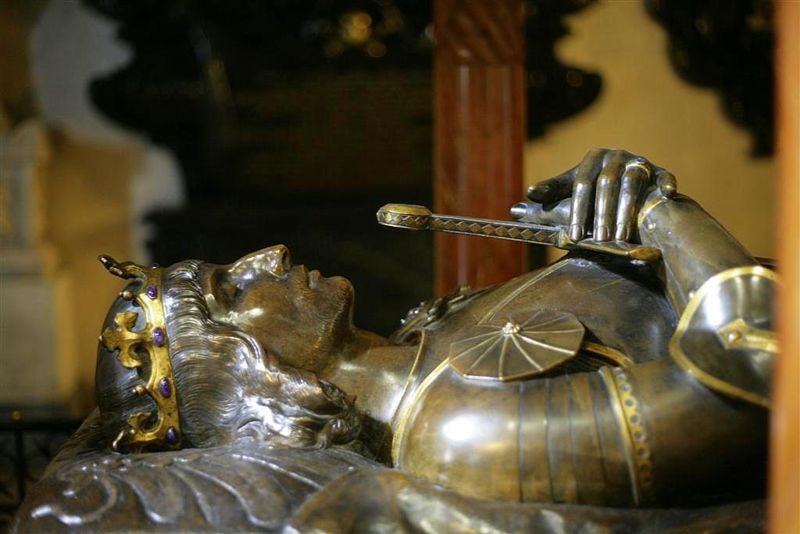
Fragment symbolicznego grobowca Władysława Warneńczyka (z 1906 r.), autorstwa Antoniego Madeyskiego

We wnętrzu katedry, nad filarami międzynawowymi stoją cztery drewniane posągi Ojców Kościoła, świętych: Hieronima, Ambrożego, Grzegorza (późnogotycki, w. XV/XVI) oraz Augustyna (1900 r.). Pomiędzy filarami nawy głównej, po obu jej stronach znajdują się nagrobki królów Polski:
- Nagrobek Władysława III Warneńczyka (zm. 1444), wykonany przez Antoniego Madeyskiego w Rzymie na wzór nagrobków gotyckich w 1906 roku. Sarkofag jest pusty, ponieważ ciała młodego władcy, który zginął w bitwie pod Warną, nie odnaleziono. Jest to więc cenotaf (grób symboliczny).
- Nagrobek Władysława II Jagiełły (zm. 1434), wykonany z czerwonego marmuru węgierskiego w 1. połowie XV w. Renesansowy baldachim z piaskowca pochodzi z 1524 r.; ufundowany przez Zygmunta Starego, jest dziełem artystów zatrudnionych do budowy kaplicy Zygmuntowskiej.

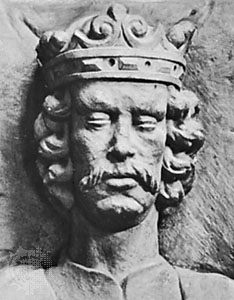
Władysław Łokietek – fragment nagrobka króla

Brukselskie gobeliny z historią Jakuba, zdobiące wnętrze katedry, pochodzą z warsztatu Jakuba van Zeunen (z poł. XVII w.). Chór muzyczny, projektu Franciszka Placidiego, powstał w latach 1756–1759, a organy w 1785 r. Na ścianach zachowały się resztki XVII-wiecznej polichromii.

### Transept

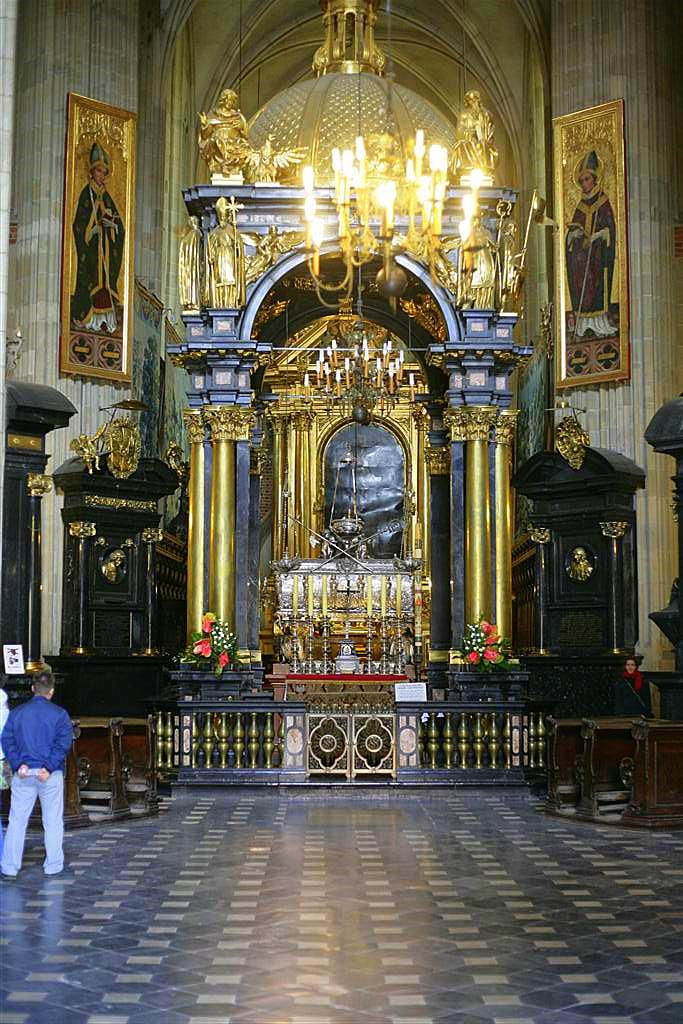
Konfesja św. Stanisława

Pośrodku świątyni znajduje się barokowa konfesja św. Stanisława z lat 1626–1629, w której złożono relikwie św. Floriana, a w 1254 szczątki św. Stanisława ze Szczepanowa. Trumna-relikwiarz, autorstwa Piotra von der Rennen, zrobiona jest z drewna pokrytego srebrem i ozdobiona scenami z życia św. Stanisława. Jest tam m.in. scena bitwy pod Grunwaldem, ponieważ wierzono, że św. Stanisław przyczynił się do zwycięstwa strony polskiej. Konfesja zwana jest Ara Patriae, czyli Ołtarz Ojczyzny. Tu przez wieki królowie składali wojenne trofea, np. król Władysław Jagiełło zawiesił chorągwie krzyżackie zdobyte pod Grunwaldem (1410). Ostatnią chorągiew złożył tu Jan III Sobieski po zwycięstwie nad Turkami pod Wiedniem (1683). Obok konfesji św. Stanisława można zobaczyć epitafia biskupów: Marcina Szyszkowskiego (projektu Giovanniego Trevano), Piotra Gembickiego, Jana Małachowskiego i Kazimierza Łubieńskiego (projektu Kacpra Bażanki).

### Prezbiterium

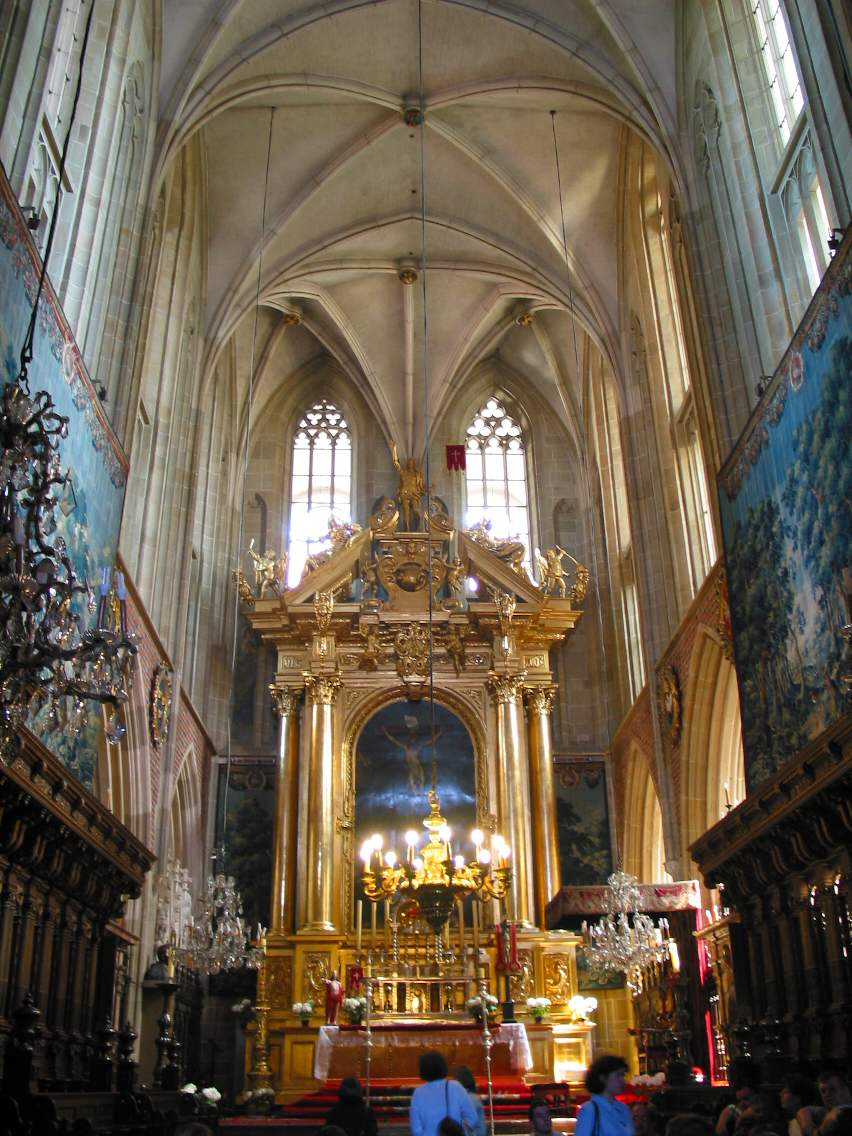
Prezbiterium ze sklepieniem piastowskim nad ołtarzem głównym

Na zwornikach wizerunki: Chrystus Zbawiciel adorowany przez anioły, Św. Stanisław, św. Wacław oraz herb Rawicz, zaliczane do najstarszych okazów gotyckiej rzeźby w Krakowie. Na ścianach zachowały się resztki polichromii z 1616. Poniżej gobeliny krajobrazowe z herbem Łabędź (bpa Andrzeja Trzebickiego), wykonane we Flandrii w 2. poł. XVII w. stalle kanonicze wykonane zostały w 1620 przez snycerza, Jana Szamburę. Zaplecki i ambonę zrekonstruowano w 1901 według projektu S. Odrzywolskiego, z wykorzystaniem starych elementów.
Ołtarz główny pochodzi z fundacji bpa Piotra Gembickiego. Przed nim odbywały się koronacje królewskie. Ołtarz obecny jest dziełem barokowym (ok. 1650), a zaprojektował go Giovanni Battista Gisleni. W jego centralnym miejscu umieszczono obraz Ukrzyżowanie. Na podium prezbiterium ustawiono tron biskupi Piotra Gembickiego, ozdobiony jego herbem (Nałęcz). Nad tronem umieszczony jest baldachim sprawiony na koronację Augusta III i jego żony Marii Józefy (1734). Za ołtarzem widoczne są fragmenty polichromii z II poł. XIV w. W środkowym występie schodów prowadzących do ołtarza znajduje się brązowy nagrobek kardynała Fryderyka Jagiellończyka (na lewo od jego grobu spoczywała w latach 1399–1949 królowa Jadwiga). Po prawej stronie schodów widoczny jest nagrobek fundatora odnowionego ołtarza głównego – biskupa Piotra Gembickiego (zm. 1657).

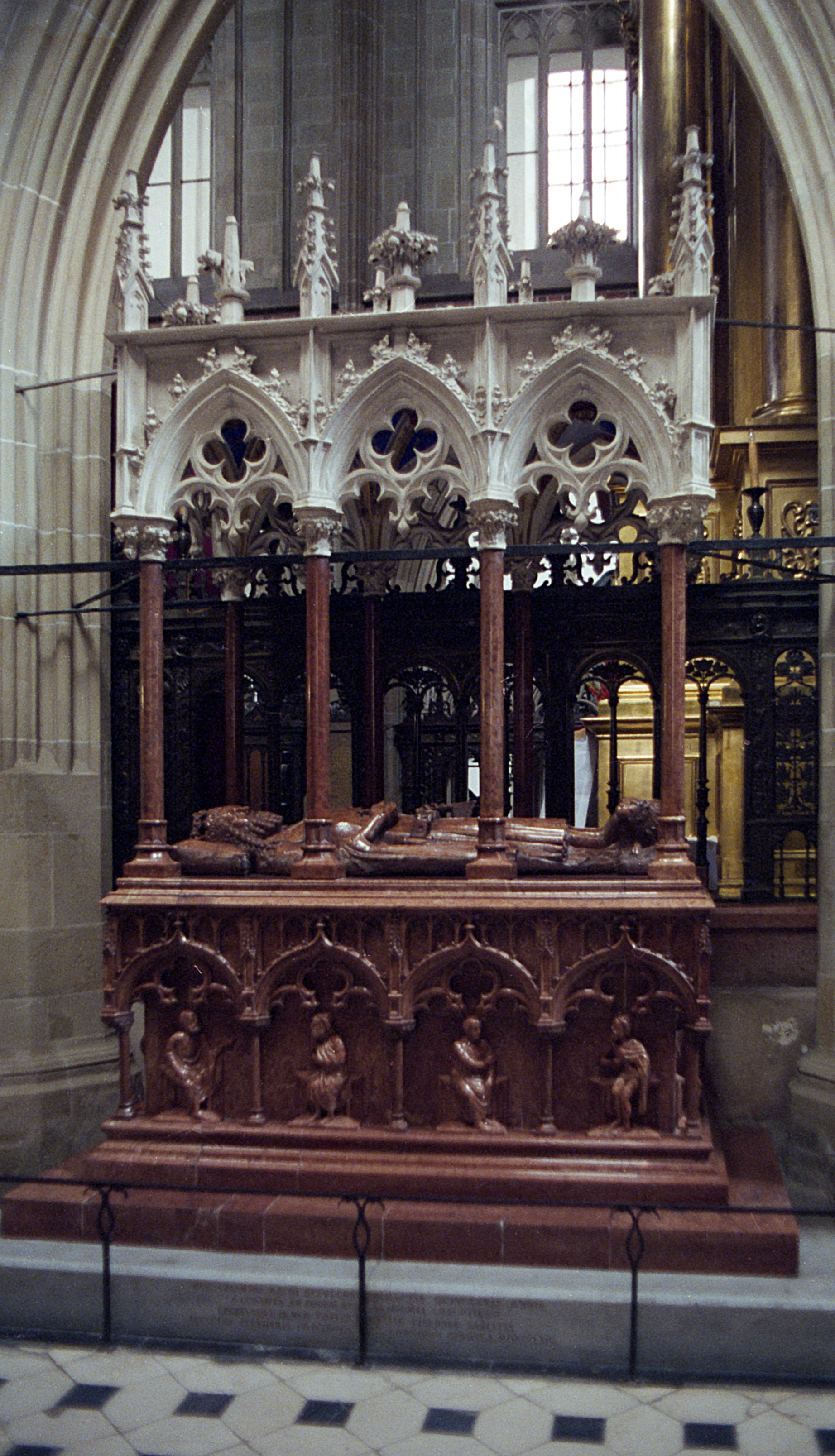
Nagrobek Kazimierza Wielkiego

Po obu stronach prezbiterium, pomiędzy filarami, znajdują się kolejne sarkofagi:
- Nagrobek Władysława Łokietka (zm. 1333) ufundowany przez jego syna Kazimierza Wielkiego, jest pierwszym nagrobkiem tumbowym w katedrze. Wykonany z piaskowca przez kamieniarzy heskich. Neogotycki baldachim projektu Odrzywolskiego, pochodzący z lat 1900–1903, stoi na miejscu pierwotnego (usuniętego w XVII w.).
- Nagrobek Kazimierza Wielkiego (zm. 1370) pochodzący z fundacji jego siostrzeńca Ludwika (króla Polski i Węgier), wykonany jest z czerwonego marmuru (tumba i kolumny) i piaskowca (baldachim). Jest jednym z niewielu nagrobków tumbowo-baldachimowych znajdujących się w Europie.

### Ambit
Do ambitu z prezbiterium wiodą dwie wczesnobarokowe bramki wykonane przez Macieja Świętka w 1601 r., a przerobione w 1605 przez Samuela Świętkowicza. Brązowe płaskorzeźby obok bramek są dłuta Alfreda Dauna (1903).

#### Wschodnie ramię ambitu
Obok zakrystii znajduje się tu barokowy ołtarz z czarnego marmuru, wykonany według projektu Franciszka Placidiego w latach 1743–1745. W nim ustawiono krucyfiks pochodzący z końca XIV w., którego tło stanowi srebrna trybowana blacha z połowy XVII w. Jest to słynny z cudów krzyż świętej królowej Jadwigi. Przed nim modliła się św. Jadwiga i według legendy przemówił do niej ukrzyżowany Chrystus. W związku z tym w 1987 relikwie królowej umieszczono w mensie ołtarza przed krucyfiksem. Tutaj 17 września 1912 mszę św. odprawił Angelo Giuseppe Roncalli, późniejszy papież Jan XXIII. W pobliżu znajdują się pomniki nagrobne projektu Placidiego, wykonane przez Mrowińskiego w latach 1753–1760: Michała Korybuta Wiśniowieckiego (zm. 1673) i jego żony Eleonory (zm. 1697) oraz Jana III Sobieskiego (zm. 1696) i jego żony Marii Kazimiery (zm. 1716). Naprzeciw ołtarze z 1747: św. Wacława (pośrodku), św. Jacka (na prawo) i św. Józefa (na lewo). W nich obrazy z postaciami patronów, pędzla Tadeusza Konicza (XVIII w.).

#### Południowe ramię ambitu

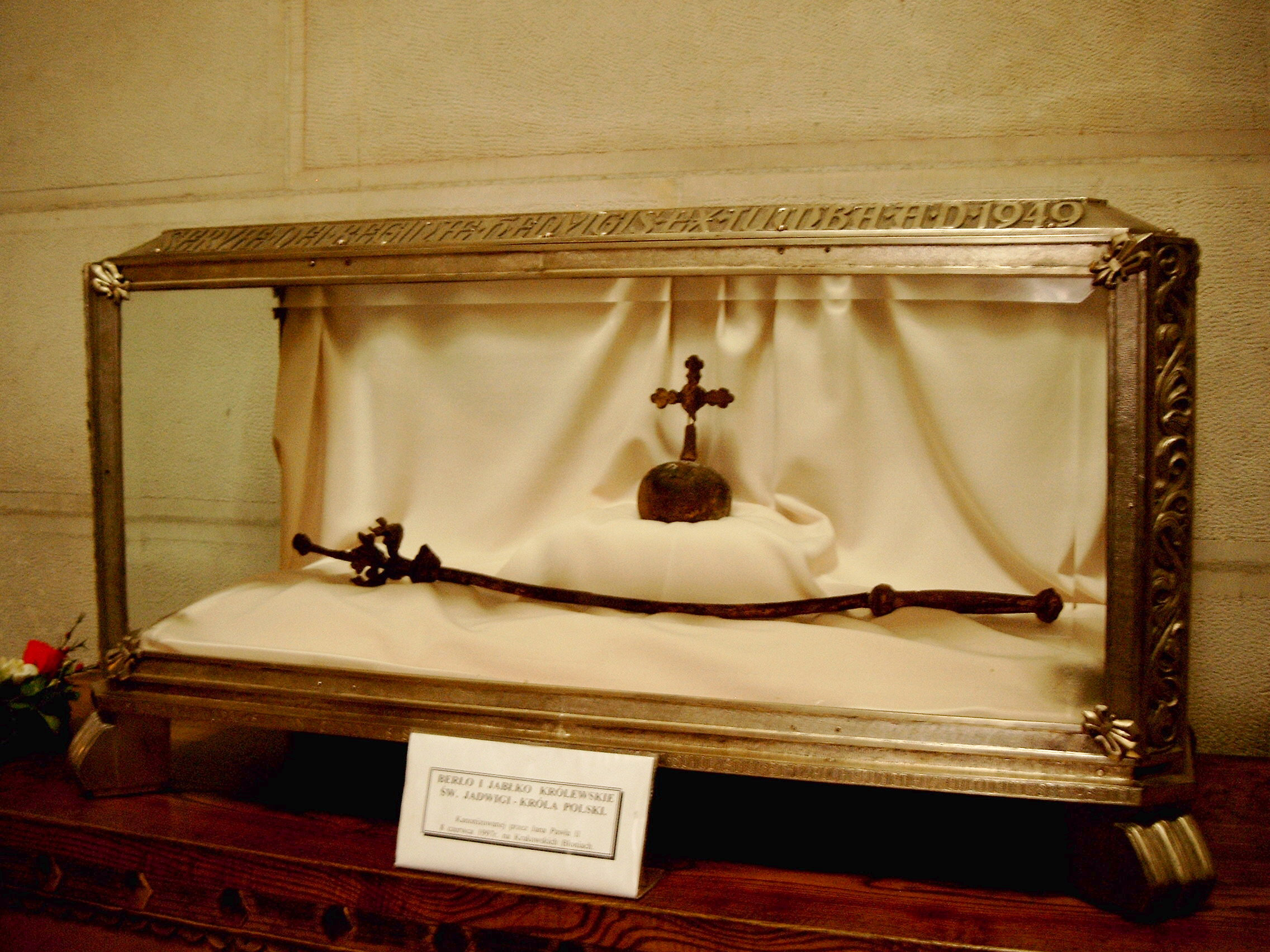
Insygnia wyjęte z grobu królowej Jadwigi

Na prawo od sarkofagu Kazimierza Wielkiego wmurowano w ścianę brązową płytę, przedstawiającą kardynała Zbigniewa Oleśnickiego (zm. 1455). Wykonano ją w Wiedniu w warsztacie Kacpra Klemensa Zumbuscha, a wprawiono na obecnym miejscu w 1900 Znajduje się tu również nagrobek królowej Jadwigi (zm. 1399), wykonany w białym marmurze w 1902 przez Antoniego Madeyskiego. Tutaj, od 1949 roku, spoczywały szczątki królowej, wydobyte z grobowca pod ołtarzem głównym. Obecnie sarkofag jest pusty, ponieważ kości błogosławionej wtedy Jadwigi przeniesiono w 1987 do ołtarza z czarnym krucyfiksem. Nieopodal, w szklanej gablocie, znajdującej się nad komorą grobową Anny Cylejskiej, umieszczono drewniane regalia (berło i jabłko) wyjęte z grobu królowej. Naprzeciwko znajduje się brązowa płyta z podobizną Pawła Szydłowieckiego, sekretarza królewskiego (zm. 1506), wykonana przez warsztat Petera Vischera. Obok płyty pomnik (epitafium) kardynała Albina Dunajewskiego (zm. 1894), z popiersiem zmarłego z białego marmuru karraryjskiego, dłuta Mieczysława Leona Zawiejskiego z 1900.

#### Północne ramię ambitu
Naprzeciw wejścia do zakrystii znajduje się płyta nagrobna dziekana krakowskiego Stanisława Borka (zm. 1556), odlana w 1558. Niedaleko kolejna płyta, ze srebra, przedstawiająca Jana III Sobieskiego po bitwie pod Wiedniem w 1683, wykonana w 1888 przez Józefa Hakowskiego według obrazu Jana Matejki w Pinakotece watykańskiej. Środkowe miejsce zajmuje wejście do krypta Wieszczów Narodowych.

### Nawy boczne

#### Nawa północna
Po lewej stronie kaplicy Czartoryskich ustawiono renesansowy pomnik lekarza królewskiego, dra Bartłomieja Sabinka (zm. 1556). Obok wejścia do sieni kapitularza znajduje się nagrobek bpa Andrzeja Trzebickiego (zm. 1673), barokowy, z czarnego marmuru i złoconego brązu. Niedaleko umieszczono klasycystyczny nagrobek – Stanisława Ankwicza (zm. 1840), wykonany z białego marmuru kararyjskiego przez Franciszka Pozziego we Florencji. Powyżej owalna płyta poświęcona twórcy Legionów Polskich, gen. Janowi Henrykowi Dąbrowskiemu.

#### Nawa południowa
Obok wejścia nagrobek Piotra Kmity st., wojewody krakowskiego (zm. 1553), stanowiący renesansowy posąg marmurowy z nieistniejącego już mauzoleum Kmitów, obecnie w XIX-wiecznej niszy. Na ścianie obok kaplicy umieszczono płytę nagrobną Piotra Kmity mł., wojewody krakowskiego (zm. 1505), wykonanej w norymberskiej pracowni Petera Vischera. Obok znajduje się nagrobek Piotra Boratyńskiego, kasztelana bełskiego (zm. 1558), sprawiony w 1559 przez żonę Barbarę z Dzieduszyckich, wykonany z piaskowca, zapewne przez któregoś z włoskich współpracowników Berrecciego. Na tablicy nagrobkowej widnieje napis:
Petro Boratinsky castellano Belsin et capitaneo Sambor un nobili ac bellica lande insigni Familia imprimis Patre clarissima procreato, prudentia, eloquentia, animima quitudine ac caeteris omnibus animi ingenisae vertntibus Domi et militiae Publicis et privatis rebus, ac abenadis adexteras nationes legationibus proestanti. Barbara Dzieduszycka marita bene macrenti moeraus – posuit. Vixit annos 49. Obijt anno 1558.

### Kaplice

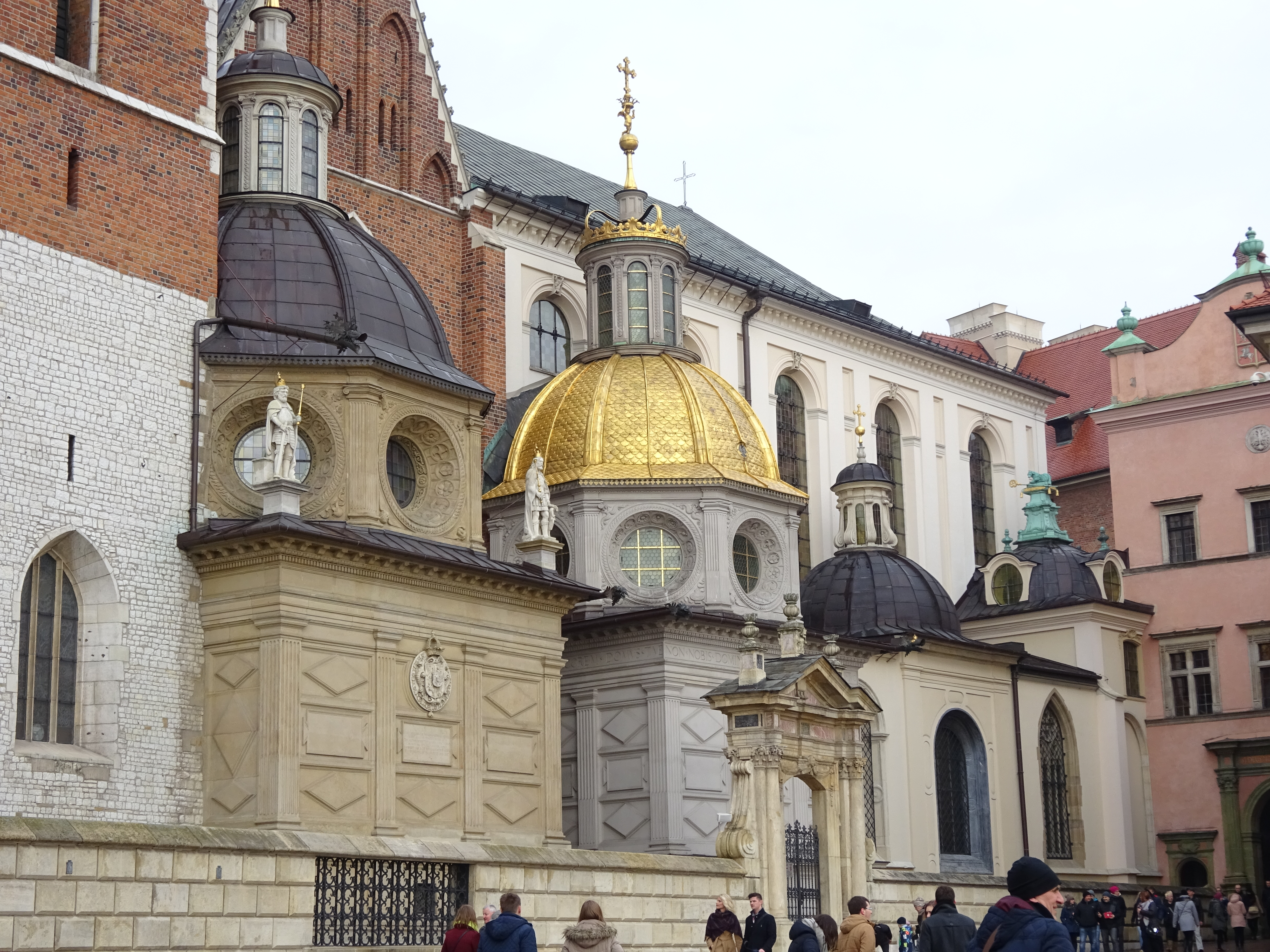
Kaplice katedry wawelskiej od strony południowej: Wazów, Zygmuntowska, Konarskiego (nieco przysłonięta), Zadzika, Jana Olbrachta i Załuskiego.

#### Nawa południowa

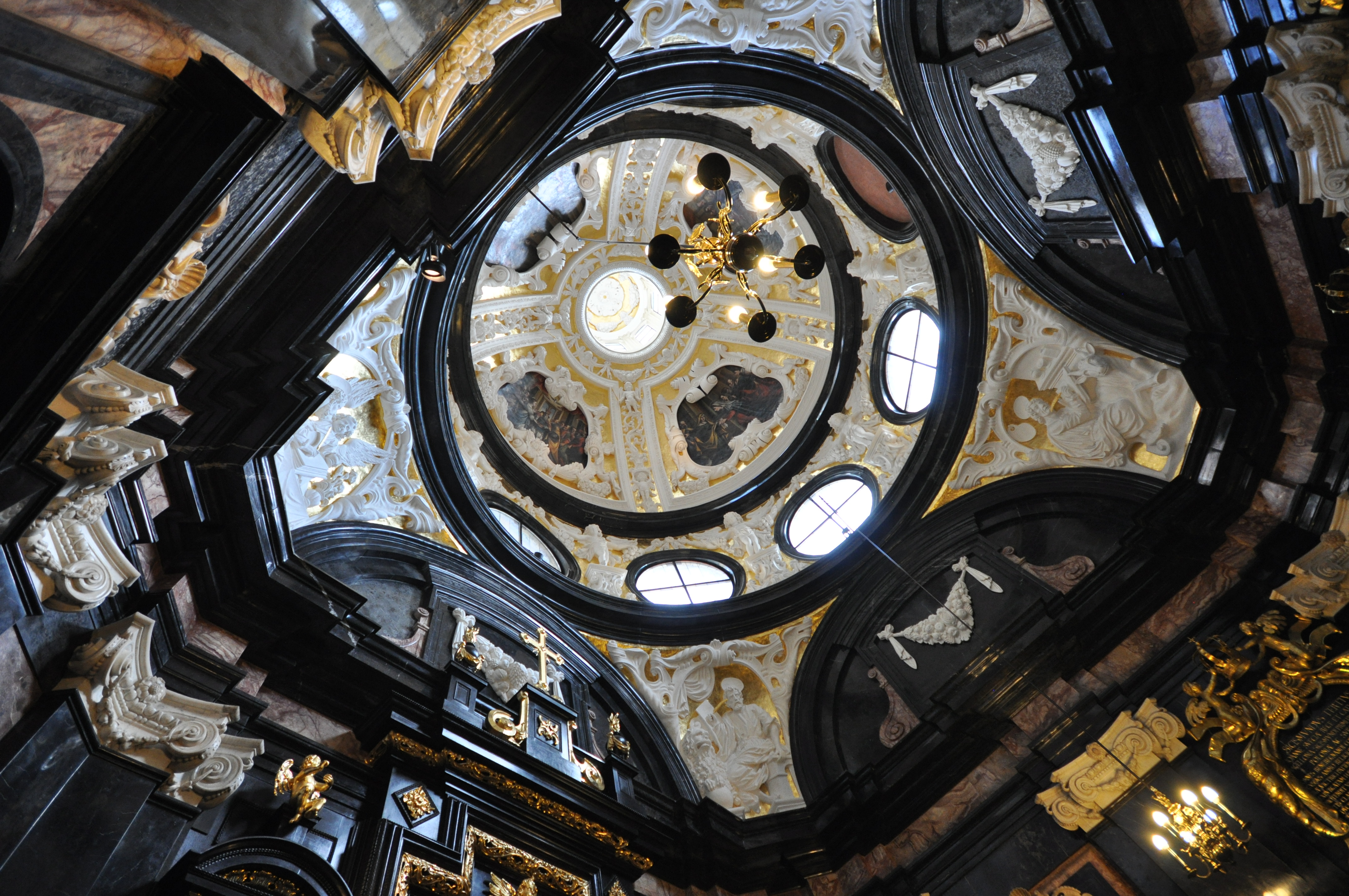
Kaplica Wazów

- Kaplica Świętokrzyska, zw. także Nosalitów, pw. św. Krzyża i św. Ducha. Zbudowana w latach 1447–1492 na mauzoleum króla Kazimierza Jagiellończyka i jego żony. Nagrobek władcy dłuta Wita Stwosza (1492), a nagrobek bpa Kajetana Sołtyka – Piotra Aignera (1788).

- Kaplica Potockich, zw. także Różyców oraz bpa Padniewskiego, pw. Oczyszczenia NMP. Ufundowana przez bpa Zawiszę z Kurozwęk w 1381. W latach 1572–1575 przebudowana na mauzoleum bpa Filipa Padniewskiego, a w latach 1832–1840 przebudowana w duchu klasycyzmu przez wiedeńskiego architekta Piotra Nobile. Znajduje się tutaj posąg Chrystusa oraz popiersia Artura Potockiego i jego matki Julii z Lubomirskich dłuta Bertela Thorvaldsena.
- Kaplica Szafrańców, zw. także Doktorów oraz Radziwiłła, pw. Ofiarowania NMP i św. Szczepana. Mieści się w przyziemu romańskiej wieży Srebrnych Dzwonów. Od 1420 mauzoleum Szafrańców, od XVII w. własność Kolegium Prawników Uniwersytetu Krakowskiego, zaś od 1902 pod opieką rodziny Rodziwiłłów. Polichromię oraz witraż wykonał Józef Mehoffer w 1908.
- Kaplica Wazów, zw. także Psałterzystów oraz Pradocińska, pw. Niepokalanego Poczęcia NMP. Wzniesiona w latach 1664–1666 z przeznaczeniem na mauzoleum dynastii Wazów. Zachowana w stylu baroku. Znajdują się w niej epitafia owej dynastii. Ściany wyłożone są czarnym marmurem dębnickim. Od reszty katedry oddzielona jest kratą.

#### Południowe ramię ambitu

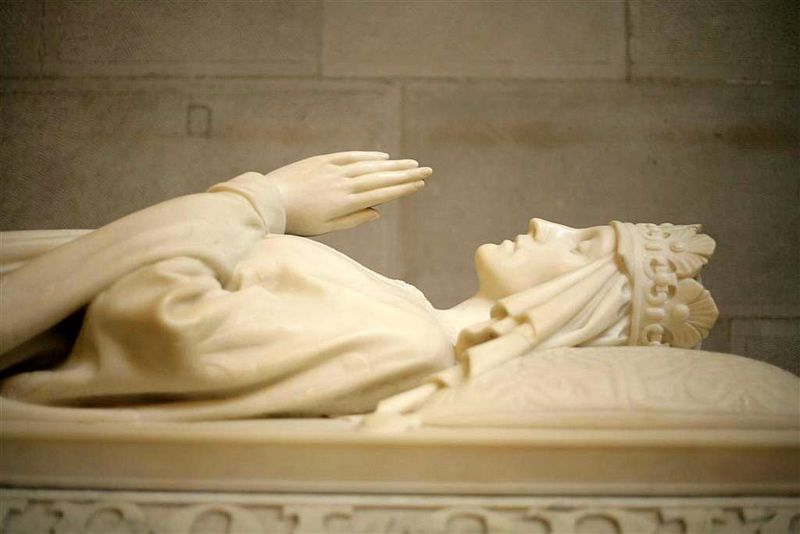
Nagrobek królowej Jadwigi Andegaweńskiej

- Kaplica Zygmuntowska, zw. także Królewską, Jagiellońską oraz Rorantystów, pw. Wniebowzięcia NMP. Wykonał ją Bartłomiej Berecci. Konsekrowana w 1533. Kaplica postawiona jest na planie kwadratu, nakryta kopułą ze złotą łuską. Naprzeciw ołtarza znajdują się nagrobki króla Zygmunta I Starego i króla Zygmunta II Augusta. Na wprost wejścia, przy stallach, mieści się nagrobek Anny Jagiellonki.

- Kaplica bpa Jana Konarskiego, zw. także bpa Konstantego Felicjana Szaniawski, pw. Niepokalanego Poczęcia NMP. Ufundowana w 1351 r. przez bpa Jana Bodzantę. W latach 1520–1521 przebudowana na mauzoleum bpa Jana Konarskiego, a w latach 1722–1728 na mauzoleum bpa Szaniewskiego.
- Kaplica Zadzika, zw. także Kościeleckich, pw. św. Jana Chrzciciela. Wzniesiona w 1350 r. Przerobiona na pocz. XVI w. na mauzoleum Andrzeja Kościelickiego, a w latach 1645–1650 na mauzoleum bpa Jakuba Zadzika.
- Kaplica Jana Olbrachta, pw. Bożego Ciała i św. Andrzeja. Powstała w 1501 z podzielenia na dwie części gotyckiej kaplicy św. Jana. Znajduje się tu grobowiec króla Jana Olbrachta. Nisza, w której umieszczono grobowiec, jest dziełem Franciszka Florentczyka z lat 1502–1505.
- Kaplica bpa Andrzeja Załuskiego, zw. także bpa Grota i Ożarowskich, pw. św. Jana Ewangelisty. Ufundowana w 1344 przez bpa Grota, przebudowana w latach 1758–1766 na koszt bpa Załuskiego. W kaplicy znajduje się późnorenesansowy nagrobek Walentego Dembińskiego (zm. 1584).

#### Wschodnie ramię ambitu

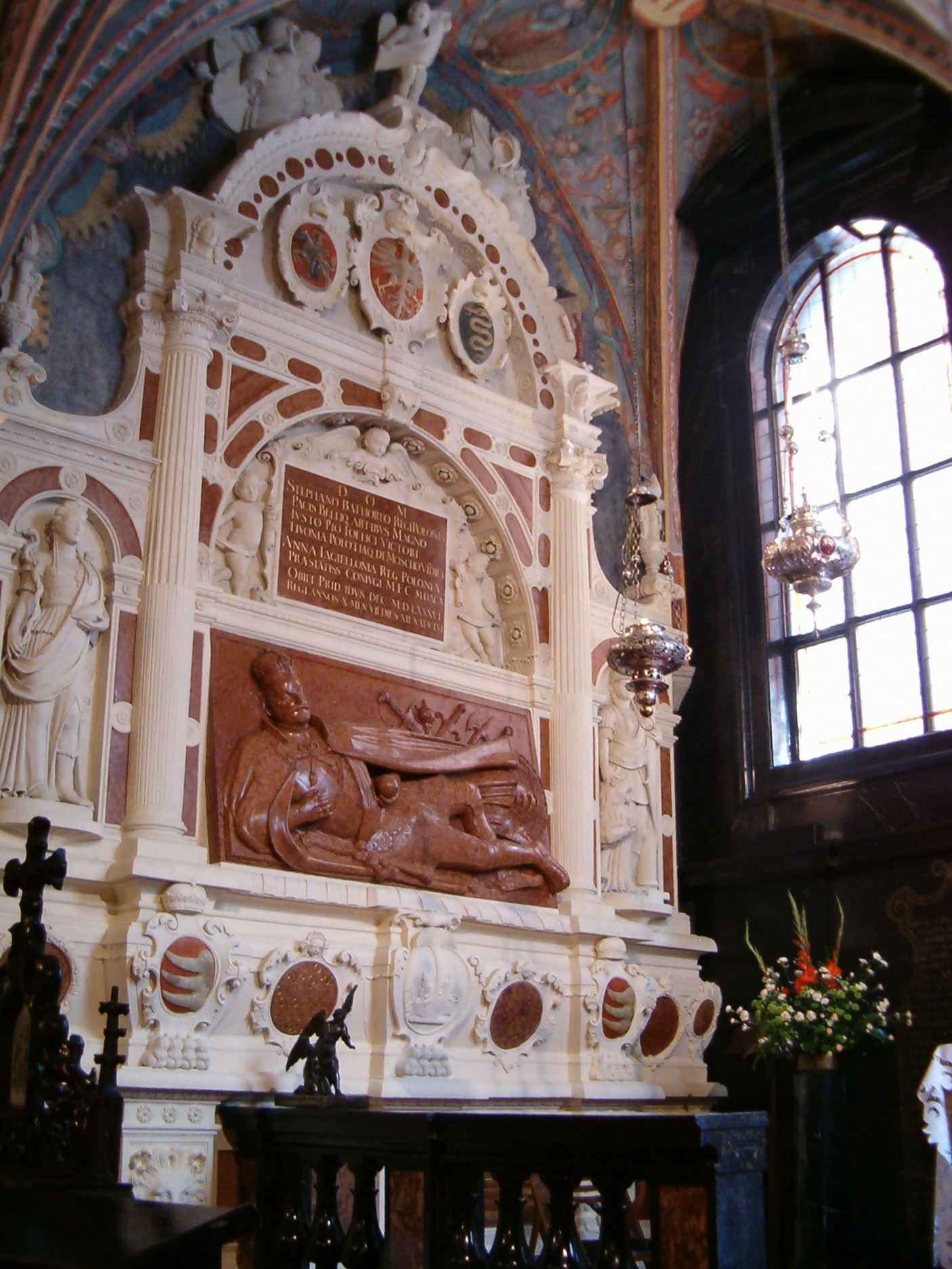
Nagrobek Stefana Batorego

- Kaplica bpa Piotra Tomickiego, pw. Tomasza Kantuaryjskiego. Przebudowana w latach 1526–1535, z pierwotnej gotyckiej, na mauzoleum bpa Tomickiego. Na ołtarzu znajdują się relikwie polskiego kronikarza biskupa krakowskiego bł. Wincentego Kadłubka. Planowana w XVIII wieku przebudowa kaplicy na trzecią z kolei kaplicę upamiętniającą dynastię – kaplicę Wettinów – nie doszła do skutku.
- Kaplica Mariacka, zw. także Batorego, Cyborialną, Mansjonarzy, pw. Narodzenia NMP. Tutaj przechowuje się Najświętszy Sakrament. Znajduje się tu nagrobek króla Stefana Batorego. Pochowana jest w tej kaplicy królowa Elżbieta Pilecka, trzecia żona Władysława Jagiełły.
- Kaplica bpa Piotra Gamrata, zw. także Grochowskiego, pw. św. Katarzyny. Wzniesiona w 1. połowie XIV w. W latach 1545–1547 przebudowano ją na mauzoleum dla bpa Gamrata. Powtórnie przebudowana w XVII w. przez kanonika Jerzego Grochowskiego.

#### Północne ramię ambitu

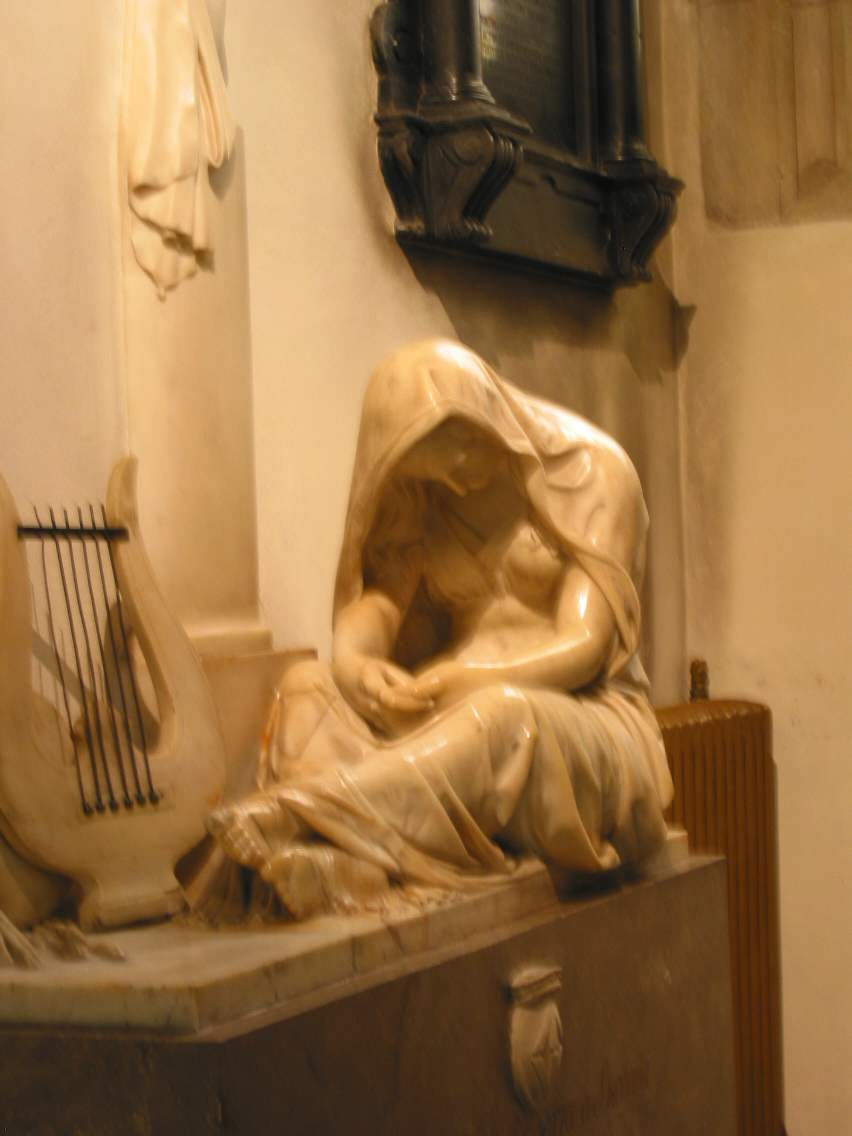
Wnętrze kaplicy Skotnickich

- Kaplica Zebrzydowskiego, pw. św. św. Kosmy i Damiana. Wybudowana w 1355 r. Przebudowana w latach 1562–1563 na mauzoleum bpa Andrzeja Zebrzydowskiego.
- Kaplica Skotnickich, zw. także Skarszewskiego, pw. św. Wawrzyńca. Wzniesiona w 1339 przez Jarosława Bogorię Skotnickiego. W XVII w. przebudowana dla Stanisława Skarszewskiego.
- Kaplica Lipskich, pw. śś. Macieja Apostoła i Mateusza Ewangelisty. Zbudowana w 1 połowie XIV w. Około 1643 przebudowana na kaplicę grobową Andrzeja Lipskiego, zaś w latach 1743–1746 na mauzoleum kardynała Jana Aleksandra Lipskiego.

#### Nawa północna
- Kaplica bpa Samuela Maciejowskiego, pw. św. Tomasza Apostoła i Matki Boskiej Śnieżnej. Wzniesiona ok. połowy XVI w., na miejscu gotyckiej, na mauzoleum bpa Samuela Maciejowskiego (zm. 1550).

- Kaplica Czartoryskich, pw. Męki Pańskiej. Znajduje się w przyziemiu wieży Zegarowej. Pierwotnie kapitularz, w XIX w. przebudowany dla księcia Władysława Czartoryskiego. Obecnie przechodzi się z niej do grobów królewskich.

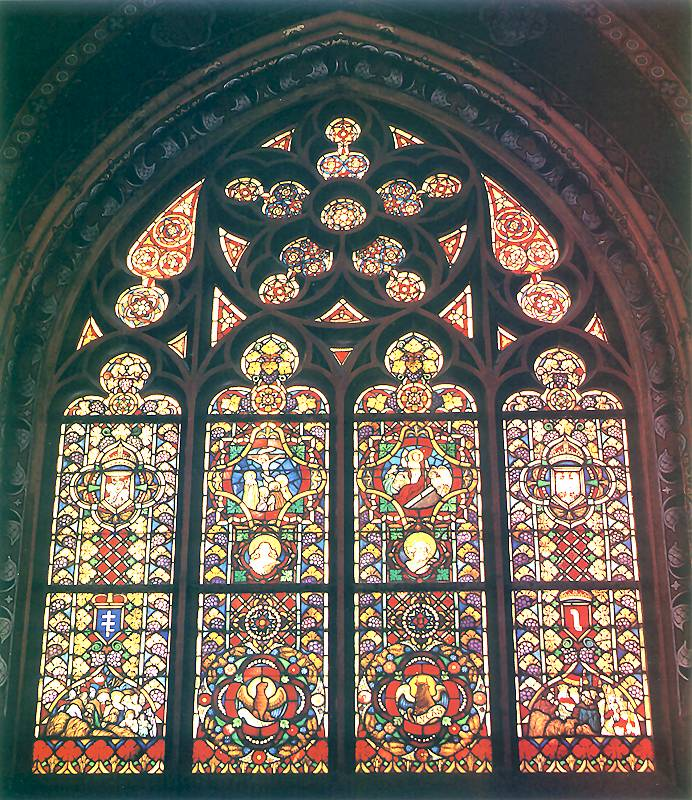
Witraż w kaplicy św. Trójcy

- Kaplica św. Trójcy, zw. także Seminaryjską oraz Królowej Zofii, pw. św. Trójcy. Zbudowana w 1431 dla królowej Zofii. Na początku XX w. polichromię w tej kaplicy wykonał Włodzimierz Tetmajer. Znajduje się w niej klasycystyczny nagrobek Włodzimierza Potockiego dłuta Bertela Thorvaldsena.

- Sień, pierwotnie kaplica św. Mikołaja, wybudowana w 3. ćwierci XIII w. Obecnie służy za przejście do kapitularza i biblioteki.

### Krypty

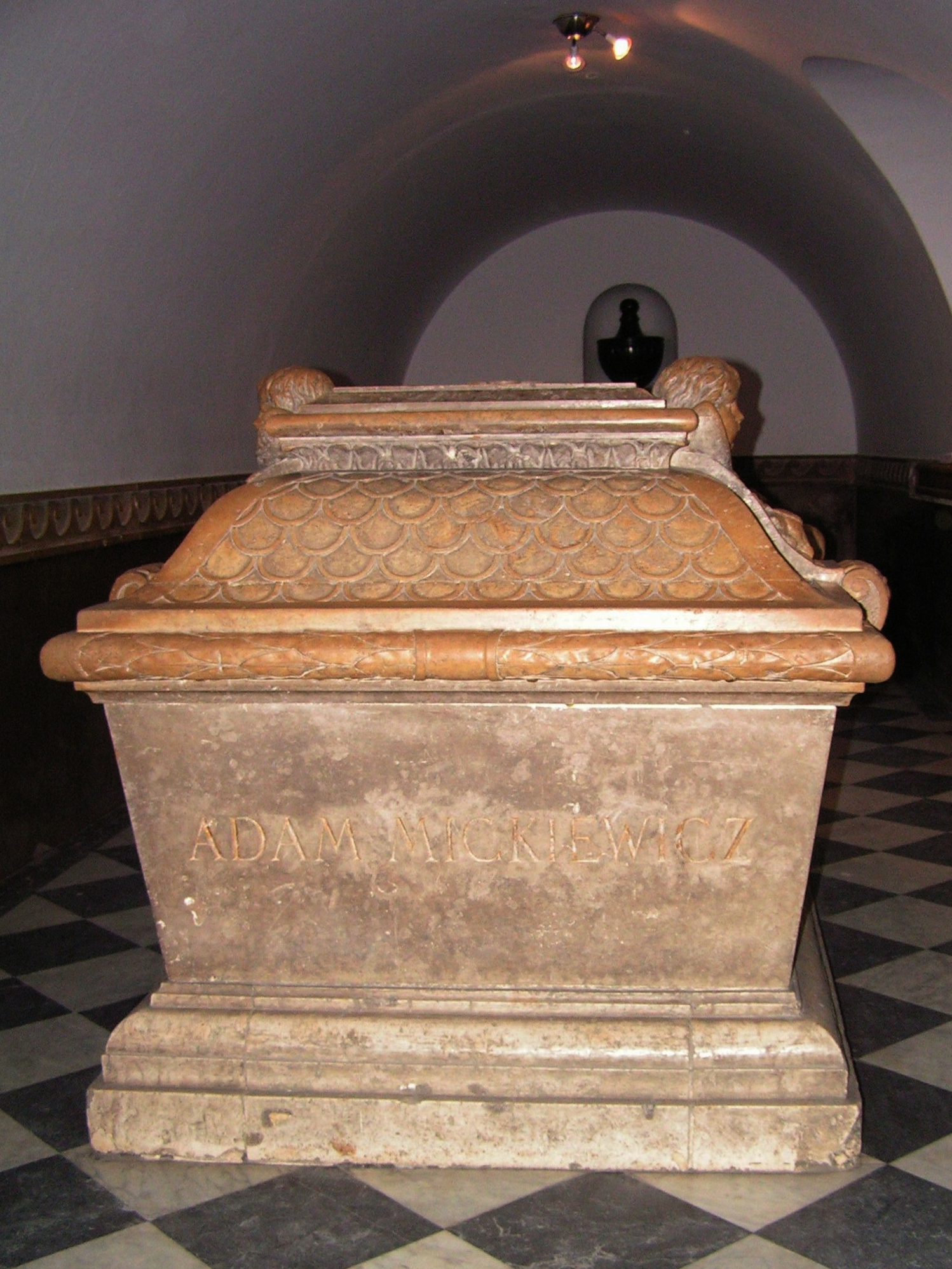
Krypta Wieszczów Narodowych

- Krypta Wieszczów Narodowych znajduje się pod posadzką północnego ramienia ambitu. W krypcie znajdują się dwa sarkofagi (spoczywają w nich poeci Adam Mickiewicz i Juliusz Słowacki) oraz dwie urny z ziemią z grobów: Cypriana Kamila Norwida i matki Słowackiego – Salomei Słowackiej. W 2010 roku wmurowano medalion z wizerunkiem Fryderyka Chopina będący kopią medalionu znajdującego się na grobie Chopina.
- Krypta św. Leonarda stanowi podziemny fragment drugiej romańskiej katedry. W apsydzie znajduje się ołtarz z 1873. Na środku krypty, pod posadzką znajduje się grób bpa Maura (zm. 1118). W krypcie spoczywają: Jan III Sobieski, Maria Kazimiera, Michał Korybut Wiśniowiecki, Tadeusz Kościuszko, książę Józef Poniatowski oraz generał Władysław Sikorski.
- Groby Królewskie na Wawelu to siedem krypt, połączonych ze sobą korytarzami. Spoczywają w nich królowie polscy (od Zygmunta Starego po Augusta II Mocnego), ich rodziny oraz wielcy bohaterowie polscy.
- Krypta Arcybiskupów Krakowskich znajduje się pod konfesją św. Stanisława. W krypcie spoczywają m.in. kardynałowie Albin Dunajewski, Adam Stefan Sapieha i Franciszek Macharski.

### Zakrystia
Wzniesiona w 1322 jako kaplica św. Małgorzaty. W 2 połowie XV w. przebudowano i przeznaczono ją na zakrystię katedralną. Z nawy wiedzie do niej barokowy portal, wykonany przez Franciszka Placidiego w 1767. Sklepienie krzyżowo-żebrowe posiada na zwornikach najstarsze płaskorzeźby w Krakowie. Na ścianach barokowe obrazy.

### Skarbiec Katedralny
Zbudowana w latach 1481–1500 przez muratora Hanusza Blatfusa z Koszyc. Polichromię ścian i sklepienia wykonał Józef Mehoffer wraz z Janem Talagą (1900–1902).
W ciągu stuleci nagromadzono w skarbcu katedralnym wiele paramentów liturgicznych, regaliów i pamiątek historycznych. Wśród nich znajdują się m.in.: włócznia św. Maurycego, krzyż utworzony z dwóch diademów (księcia Bolesława Wstydliwego i jego żony św. Kingi), infuła z XIII w. tzw. św. Stanisława, racjonał z XV w. fundacji królowej Jadwigi, relikwiarz na głowę św. Stanisława z 1504 (dzieło Marcina Marcińca), ornat z haftowanymi scenami z życia św. Stanisława (podkład haftu stanowią figurki, rzeźbione przez Stanisława Stwosza), płaszcz koronacyjny Stanisława Augusta, kapa koronacyjna (wykonana na koronacje Michała Korybuta Wiśniowieckiego oraz jego żonę Eleonorę) oraz zabytkowe kielichy, monstrancje, krzyże, pierścienie biskupie, szaty liturgiczne, a także insygnia monarsze.
Niektóre z nich można oglądać w Muzeum Katedralnym.

## Kapitularz
Budynek pochodzi z XV w. fundacji księżnej ziębickiej. Początkowo pomieszczenia zajmowały mieszkania. Sto lat później Kapituła przebudowała go. W 1775 część wnętrz przekształcono na bibliotekę i archiwum. Kapitularz pokrywa polichromia z 1904 pędzla Henryka Uzięby.

### Biblioteka kapitulna
Założona w XI w., należy do najstarszych w Polsce. Obejmuje 230 kodeksów rękopiśmiennych, m.in. Roczniki i Kalendarze Kapituły Krakowskiej z XIII – XV w., pisma kronikarzy polskich z w. XVI – XVII, kazania postne z XVIII w., bogato iluminowane pisma liturgiczne (wśród nich trzytomowy Graduał Jana Olbrachta oraz Mszał i Ewangeliarz bpa Tomickiego – XVI w.), ponadto 170 inkunabułów i ok. 500 starodruków.

## Duszpasterze
Proboszczowie parafii wawelskiej
- 1932–1948 ks. kan. Stanisław Domasik[9]
- 1957–1983 ks. Kazimierz Figlewicz
- 1983–2007 ks. Janusz Bielański
- 2007–2021 ks. prałat Zdzisław Sochacki
- 2021–2022 ks. Paweł Rybski (administrator katedry)
- od 2022 ks. Paweł Baran